# Rajd na Cabanatuan
Rajd na Cabanatuan (ang. Raid at Cabanatuan, tagalski Pagsalakay sa Cabanatuan), znany również jako Wielki Rajd (ang. The Great Raid, tl. Ang Dakilang Pagsalakay) – akcja ratunkowa alianckich jeńców wojennych i cywilów przetrzymywanych w japońskim obozie w pobliżu Cabanatuan w prowincji Nueva Ecija na okupowanych Filipinach. 30 stycznia 1945 roku, w trakcie kampanii filipińskiej II wojny światowej oddziały United States Army Rangers, Alamo Scouts i filipińscy partyzanci wyzwolili z obozu jenieckiego ponad 500 osób zagrożonych egzekucją.
Po kapitulacji dziesiątek tysięcy amerykańskich żołnierzy podczas bitwy o Bataan na początku 1942 roku wielu z nich zostało zamęczonych w bataańskim marszu śmierci, a ocalałych wysłano do obozu jenieckiego w Cabanatuan. Po tym, jak Japończycy przerzucili większość więźniów w inne rejony, na miejscu pozostawiono nieco ponad 500 jeńców amerykańskich i innych narodowości alianckich oraz sprzyjających im filipińskich cywilów. W obliczu trudnych warunków bytowych, w tym chorób, tortur i niedożywienia, więźniowie obawiali się, że zostaną straceni przez swoich strażników przed przybyciem wojsk amerykańskich, które powróciły na wyspę Luzon w 1944. Pod koniec stycznia 1945 roku dowództwo 6 Armii i filipiński ruch oporu opracowali plan wysłania niewielkich sił na ratunek więźniom. Grupa ponad 100 komandosów oraz 200 partyzantów przebyła 48 km za liniami japońskimi, aby dotrzeć do obozu.
Podczas dalekiego rajdu, pod osłoną ciemności i dzięki odwróceniu uwagi wroga przez nocny myśliwiec P-61 Black Widow, grupa komandosów zaskoczyła siły japońskie w obozie i wokół niego. Kilkuset japońskich żołnierzy zginęło w zaledwie 30-minutowym, skoordynowanym ataku; Amerykanie ponieśli jedynie minimalne straty. Po wyzwoleniu obozu rangersi, skauci i partyzanci z powodzeniem eskortowali jeńców z powrotem do amerykańskich linii. Ocalenie pozwoliło więźniom opowiedzieć o baatańskim marszu śmierci sprzed trzech lat i okrucieństwach doznanych w obozie jenieckim, co wywołało przypływ determinacji Amerykanów w końcowym okresie wojny z Japonią. Wszyscy komandosi biorący udział w akcji zostali odznaczeni przez generała Douglasa MacArthura, a także otrzymali osobiste gratulacje od prezydenta Franklina Delano Roosevelta. Na terenie byłego obozu znajduje się obecnie pomnik, a wydarzenia z rajdu zostały przedstawione w kilku filmach.

## Tło sytuacyjne
Po japońskim ataku na Pearl Harbor 7 grudnia 1941 roku Stany Zjednoczone przystąpiły do II wojny światowej po stronie aliantów w walce z państwami Osi. Siły amerykańskie stacjonujące na Filipinach, dowodzone przez generała Douglasa MacArthura, zostały zaatakowane przez Japończyków kilka godzin po Pearl Harbor. 12 marca 1942 roku generał MacArthur i kilku wybranych oficerów, na rozkaz prezydenta Franklina D. Roosevelta, opuścili Filipiny, obiecując powrót z nowymi siłami. 72 000 żołnierzy Sił Armii Stanów Zjednoczonych na Dalekim Wschodzie (USAFFE), wyposażonych w przestarzałą broń, pozbawionych zapasów i dotkniętych chorobami tropikalnymi oraz niedożywieniem, ostatecznie poddało się Japończykom 9 kwietnia 1942 roku.
Japończycy początkowo spodziewali się wziąć tylko 10 000 – 25 000 amerykańskich i filipińskich jeńców wojennych. Chociaż zorganizowali dwa szpitale, zapasy żywności i strażników, byli przytłoczeni liczbą ponad 72 000 więźniów. Po 97-kilometrowym marszu śmierci tylko 52 000 więźniów (około 9 200 Amerykanów i 42 800 Filipińczyków) dotarło do obozu O’Donnell, a około 20 000 zmarło z powodu choroby, głodu, tortur lub morderstw. Później, po zamknięciu obozu O’Donnell, większość uwięzionych żołnierzy została przeniesiona do obozu jenieckiego w Cabanatuan, aby dołączyć do jeńców z bitwy o Corregidor.
W 1944 roku, kiedy wojska amerykańskie wylądowały na Filipinach, aby je odzyskać, japońskie naczelne dowództwo rozesłało rozkazy zabicia jeńców, aby nie dopuścić do uratowania ich przez siły wyzwoleńcze. Jedną z metod egzekucji było zebranie więźniów w jednym miejscu, polanie ich benzyną, a następnie spalenie żywcem. Po wysłuchaniu relacji ocalałych z masakry w obozie jenieckim na Palawanie Amerykanie obawiając się, że bezpieczeństwo jeńców przetrzymywanych w obozach jest zagrożone, postanowili rozpocząć serię akcji ratunkowych, aby uratować pozostałych przy życiu jeńców na Filipinach.

## Obóz jeniecki

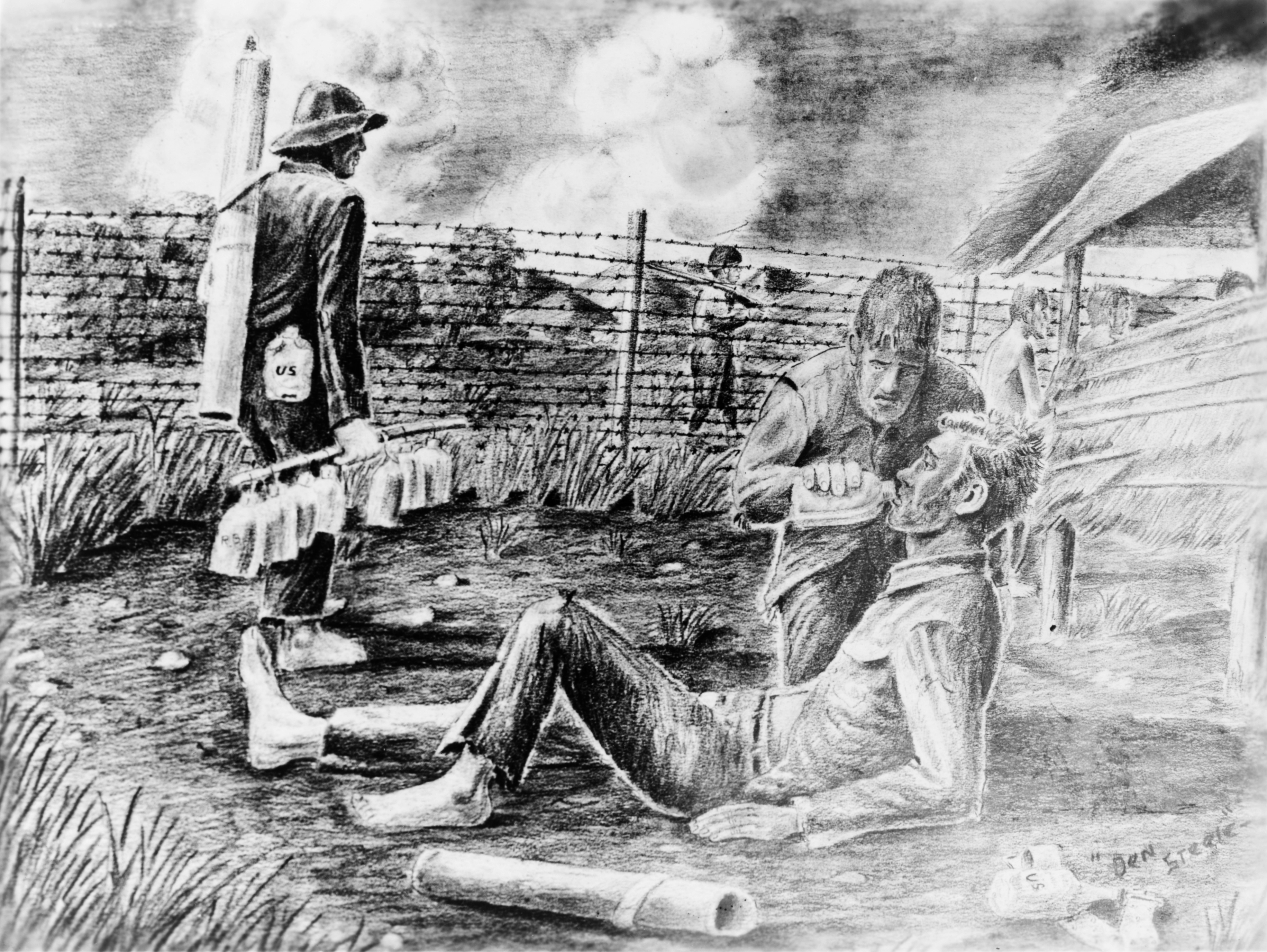
Rysunek byłego jeńca wojennego przedstawiający więźnia podającego umierającemu koledze manierkę z wodą w obozie Cabanatuan

Obóz jeniecki Cabanatuan został nazwany tak jak pobliskie miasto liczące 50 000 mieszkańców (miejscowi nazywali go także obozem Pangatian, od małej pobliskiej wioski). Obóz był początkowo używany jako stacja amerykańskiego Departamentu Rolnictwa, a następnie obóz szkoleniowy dla armii filipińskiej. Kiedy Japończycy najechali Filipiny, wykorzystali obóz jako dom dla amerykańskich jeńców wojennych. Był to jeden z trzech obozów na obszarze Cabanatuan i był przeznaczony do przetrzymywania chorych więźniów. Zajmujący około 100 akrów obóz o kształcie prostokąta miał około 730 m długości i 550 m szerokości, przedzielony drogą, która biegła przez jego środek. Po jednej stronie obozu mieściły się kwatery japońskich strażników, a po drugiej bambusowe baraki dla więźniów oraz szpital. Nazywany „oddziałem zerowym”, ponieważ prawdopodobieństwo wyjścia z niego żywym było bliskie zera, szpital gościł najbardziej chorych więźniów, którzy czekali na śmierć z powodu chorób takich jak czerwonka i malaria. Obóz otoczony był wysokim na 2,4 m drutem kolczastym, a także siecią wielu bunkrów i czteropiętrowych wież strażniczych.
W szczytowym momencie obóz gromadził 8000 amerykańskich jeńców (wraz z niewielką liczbą żołnierzy i cywilów z innych krajów, w tym z Wielkiej Brytanii, Norwegii i Holandii), co czyni go największym obozem jenieckim na Filipinach. Liczba ta znacznie spadła, gdy w pełni sprawni żołnierze byli stopniowo odsyłani do innych obszarów na Filipinach, w Japonii lub na okupowanym przez Japończyków Tajwanie i Mandżukuo. Ponieważ Japonia nie ratyfikowała konwencji genewskich, jeńcy byli zmuszani do pracy w fabrykach przy budowie japońskiej broni, rozładowywaniu statków i naprawie lotnisk.
Uwięzieni żołnierze otrzymywali dwa posiłki dziennie z ryżu na parze, czasami z owocami, zupą lub mięsem. W celu uzupełnienia diety więźniowie mogli przemycać do obozu żywność i zapasy ukryte w bieliźnie podczas zatwierdzonych przez Japończyków wyjść do miasta Cabanatuan. Aby zapobiec konfiskacie dodatkowej żywności, biżuterii, pamiętników i innych ważnych przedmiotów, były one ukrywane w ubraniach lub latrynach bądź zakopywane przed zaplanowanymi inspekcjami. Więźniowie zdobywali żywność na różne sposoby, w tym kradnąc, przekupując strażników, sadząc ogrody i zabijając zwierzęta, które weszły do obozu, takie jak myszy, węże, kaczki i bezpańskie psy. Filipińskie podziemie zebrało tysiące tabletek chininy, aby przemycić je do obozu w celu leczenia malarii, czym uratowali setki istnień.
Jedna grupa jeńców z Corregidoru, przed pierwszym wejściem do obozu, ukryła pod ubraniami rozkręcone na części radio, które później zostało ponownie złożone w działające urządzenie. Kiedy Japończycy kazali amerykańskiemu technikowi naprawiać ich radia, ten kradł ich części. Więźniowie mieli więc kilka zestawów radiowych do słuchania wiadomości z rozgłośni z tak odległych miejsc jak San Francisco, dzięki czemu mogli otrzymywać bieżące informacje o sytuacji na froncie. Do dokumentowania warunków życia w obozie wykorzystano przemycony aparat. Więźniowie konstruowali też broń i szmuglowali do obozu amunicję.

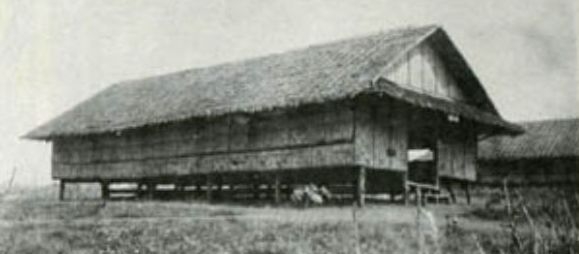
Jeden z baraków dla więźniów w obozie

Z obozu Cabanatuan podejmowano wiele prób ucieczki, ale większość zakończyła się niepowodzeniem. Po jednej z takich prób czterech żołnierzy zostało złapanych przez Japończyków. Strażnicy zmusili wszystkich więźniów, aby obserwowali, jak ich bito, zmuszano do wykopania własnych grobów, a następnie stracono. Niedługo potem strażnicy wywiesili tabliczki z informacją, że w przypadku kolejnych prób ucieczki, za każdego uciekiniera zostanie straconych dziesięciu więźniów. Pomieszczenia mieszkalne jeńców zostały następnie rozdzielone grupom po dziesięć osób, co motywowało jeńców do bacznego obserwowania innych, aby uniemożliwić im próbę ucieczki.
Japończycy zezwolili jeńcom na budowę systemów septycznych i rowów irygacyjnych po części więźniarskiej obozu. Na miejscu dostępny był kantor, w którym można było sprzedawać takie towary jak banany, jajka, kawę, zeszyty i papierosy. W obozie były dozwolone zajęcia rekreacyjne: mecze baseballu, rzut podkową i gra w ping ponga. Ponadto dopuszczono bibliotekę zawierającą 3000 książek (z czego dużą część zapewniał Czerwony Krzyż), sporadycznie pokazywano filmy. Więźniowie opiekowali się także buldogiem, który służył jako maskotka obozu. Każdego roku w okresie Bożego Narodzenia japońscy strażnicy zezwalali Czerwonemu Krzyżowi na przekazanie każdemu z więźniów małego pudełka, zawierającego takie dobra jak peklowana wołowina, kawa rozpuszczalna i tytoń. Więźniowie mogli również wysyłać pocztówki do krewnych, mimo że były one cenzurowane przez strażników.
Gdy siły amerykańskie zbliżały się do Luzonu, japońskie Imperialne Dowództwo Generalne zarządziło ewakuowanie wszystkich sprawnych jeńców wojennych do Japonii. Z obozu Cabanatuan w październiku 1944 roku zabrano ponad 1600 żołnierzy, pozostawiając na miejscu ponad 500 chorych, słabych lub umierających jeńców wojennych. 6 stycznia 1945 roku wszyscy strażnicy wycofali się z obozu Cabanatuan, pozostawiając jeńców w spokoju. Strażnicy wcześniej powiedzieli oficerom jeńców, że nie powinni próbować ucieczki, bo inaczej zostaną zabici. Gdy strażnicy odeszli, więźniowie zważali na tę groźbę, obawiając się, że Japończycy czekają w pobliżu obozu i wykorzystają próbę ucieczki jako pretekst do rozstrzelania ich. Zamiast ucieczki więźniowie udali się na druga stronę obozu należącą wcześniej do strażników i splądrowali opuszczone budynki w poszukiwaniu żywności i innych zapasów. Więźniowie byli sami przez kilka tygodni, z wyjątkiem okresowych pobytów w obozie wycofujących się sił japońskich. Ci żołnierze zazwyczaj ignorowali obecność jeńców, z wyjątkiem ich próśb o jedzenie. Choć świadomi potencjalnych konsekwencji, więźniowie wysłali małą grupę poza bramę więzienia, aby przywiedli dwa woły na rzeź. Mięso ze zwierząt wraz z żywnością zdobytą po japońskiej stronie obozu pomogło wielu jeńcom odzyskać siły i przybrać na wadze. W połowie stycznia duża grupa wojsk japońskich wkroczyła do obozu i zawróciła więźniów na swoją stronę. Jeńcy, podsycani plotkami, spekulowali, że wkrótce zostaną straceni przez Japończyków.

## Planowanie i przygotowania

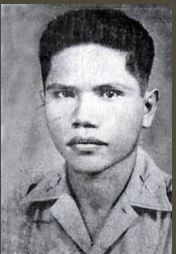
Kapitan Juan Pajota

20 października 1944 roku siły generała Douglasa MacArthura wylądowały na Leyte, torując drogę do wyzwolenia Filipin. Kilka miesięcy później, gdy Amerykanie skonsolidowali swoje siły, aby przygotować się do głównej inwazji na Luzon, 14 grudnia 1944 roku w obozie jenieckim Puerto Princesa na wyspie Palawan Japończycy stracili prawie 150 Amerykanów. Najpierw fałszywie ostrzegli ich przed nalotem, aby więźniowie weszli do schronów przeciwlotniczych przykrytych drewnem i ziemią, a tam polali budynki benzyną i spalili jeńców żywcem. Jeden z ocalałych, starszy szeregowy Eugene Nielsen, opowiedział swoją historię wywiadowi armii amerykańskiej 7 stycznia 1945 roku. Dwa dni później siły MacArthura wylądowały na Luzonie i rozpoczęły szybki marsz w kierunku stolicy kraju, Manili.
Major Robert Lapham, starszy oficer partyzantów USAFFE w USA i inny przywódca partyzancki, kapitan Juan Pajota, rozważali uwolnienie więźniów w obozie, ale obawiali się problemów logistycznych związanych z ukrywaniem jeńców i opieką nad nimi. Pierwotny plan akcji zaproponował podpułkownik Bernard Anderson, przywódca partyzantów w rejonie obozu. Zasugerował, że partyzanci zabezpieczą więźniów, eskortują ich 80 km do Zatoki Debut i przetransportują 30 łodziami podwodnymi. Plan został odrzucony, ponieważ MacArthur obawiał się, że Japończycy dogonią uciekających więźniów i zabiją ich wszystkich Ponadto US Navy nie posiadała wymaganych do tej akcji okrętów podwodnych, zwłaszcza w obliczu zbliżającej się inwazji na Luzon.
26 stycznia 1945 roku Lapham udał się ze swojej kryjówki w pobliżu obozu jenieckiego do kwatery głównej 6 Armii, oddalonej o 48 km. Zaproponował pułkownikowi Hortonowi White’owi, szefowi wywiadu generała porucznika Waltera Kruegera, podjęcie próby akcji ratunkowej w celu uwolnienia około 500 jeńców z obozu jenieckiego Cabanatuan, zanim Japończycy ich zabiją. Lapham oszacował, że japońskie siły obejmują 100-300 żołnierzy w obozie, 1000 nad rzeką Cabu na północny wschód od obozu i prawdopodobnie około 5000 w mieście Cabanatuan. Dostępne były również zdjęcia obozu, ponieważ samoloty dostarczyły fotografie ze zwiadu lotniczego już 19 stycznia. White oszacował, że I Korpus nie dotrze do Cabanatuan do 31 stycznia lub 1 lutego, a jeśli próba ratowania jeńców miała mieć jakikolwiek sens, musiała zostać podjęta najpóźniej 29 stycznia. White przekazał szczegóły Kruegerowi, który wydał rozkaz podjęcia próby akcji ratunkowej.
White zabrał podpułkownika Henry’ego Mucciego, dowódcę 6 Batalionu Rangersów, i trzech poruczników z Alamo Scouts – specjalnej jednostki rozpoznawczej dołączonej do jego 6 Armii – na odprawę na temat planów rajdu na Cabanatuan i uratowania jeńców. Grupa opracowała plan akcji. Czternastu skautów, podzielonych na dwie drużyny, miało wyruszyć 24 godziny przed głównymi siłami, aby rozpoznać obóz. Główne siły miały składać się z 90 rangersów z kompanii C i 30 z kompanii F, którzy mieli przejść 48 km za liniami japońskimi, otoczyć obóz, zneutralizować strażników oraz uratować i eskortować więźniów z powrotem za linie amerykańskie. Amerykanie mieli skorzystać z pomocy 80 filipińskich partyzantów, którzy służyliby im jako przewodnicy i bezpośrednie wsparcie w walce. Pierwotny plan zakładał atak na obóz o 17:30 czasu miejscowego (UTC+08:00) 29 stycznia.
Wieczorem 27 stycznia rangersi przestudiowali zdjęcia z rozpoznania lotniczego i wysłuchali raportów wywiadu partyzanckiego o obozie jenieckim. Dwie pięcioosobowe drużyny Alamo Scouts, prowadzone przez poruczników Williama Nellista i Thomasa Rounsaville’a, opuściły Guimbę o godzinie 19:00 i przedostały się za linie wroga na głęboki rajd, aby spróbować rozpoznać obóz jeniecki. Każdy zwiadowca był uzbrojony w pistolet Colt M1911, trzy granaty ręczne, karabin lub karabinek M1, nóż i dodatkową amunicję. Następnego ranka skauci połączyli się z kilkoma filipińskimi oddziałami partyzanckimi w wiosce Platero, 3,2 km na północ od obozu.
Rangersi byli uzbrojeni w pistolety maszynowe Thompson, BAR-y, karabiny M1 Garand, pistolety, granaty, noże i dodatkową amunicję, a także kilka bazook. Czterech fotografów z 832 Batalionu Służby Sygnałowej zgłosiło się na ochotnika do towarzyszenia komandosom, aby sfotografować wyzwolony obóz po tym, jak Mucci zasugerował pomysł udokumentowania rajdu. Każdy fotograf był uzbrojony w pistolet. Chirurg kapitan Jimmy Fisher i jego medycy również nosili pistolety i karabiny. Aby utrzymać łączność pomiędzy grupą rajdową a dowództwem armii, pod Guimbą utworzono placówkę radiową. Siły atakujących miały dwie radiostacje, ale ich użycie zostało dopuszczone tylko w przypadku koniecznej prośby o wsparcie z powietrza, jeśli natkną się na duże siły japońskie lub jeśli nastąpią w ostatniej chwili zmiany w planie ataku (jak również w celu zgłoszenia ewentualnych przypadków bratobójczego ognia przez amerykańskie samoloty).

## Za liniami wroga
Krótko po godzinie 5:00 28 stycznia Mucci i wzmocniona kompania 121 rangersów pod dowództwem kapitana Roberta Prince’a została przetransportowana ciężarówkami na dystansie 97 km do Guimby, po czym prześlizgnęła się przez japońskie linie tuż po 14:00. Kierowani przez filipińskich partyzantów, rangersi wędrowali przez otwarte łąki, aby uniknąć patroli wroga na drogach. W wioskach wzdłuż trasy komandosów inni partyzanci pomagali w nakładaniu kagańców psom i umieszczaniu kurczaków w klatkach, aby Japończycy nie słyszeli odgłosów zwierząt, mogących zdradzić przemieszczającą się grupę. W pewnym momencie rangersi ledwo ominęli japoński czołg na drodze, podążając jarem biegnącym pod nią.
Grupa dotarła do Balincarin, barrio (przedmieścia) położonego 8 km na północ od obozu, następnego ranka. Mucci połączył się ze zwiadowcami Nellista i Rounsaville’a, aby omówić rozpoznanie obozu z poprzedniej nocy. Skauci ujawnili, że teren jest płaski, co naraża siły rajdowe na wykrycie przed atakiem. Mucci spotkał się także z kapitanem partyzantów Juanem Pajotą i jego 200 ludźmi, których dogłębna wiedza na temat działań wroga, mieszkańców i terenu okazała się kluczowa. Dowiedziawszy się, że Mucci chciał przeforsować atak tego wieczora, Pajota oparł się, twierdząc, że byłoby to samobójstwem. Ujawnił, że partyzanci widzieli około 1000 japońskich żołnierzy koczujących po drugiej stronie rzeki Cabu zaledwie kilkaset metrów od więzienia. Pajota potwierdził również doniesienia, że aż 7000 żołnierzy wroga zostało rozmieszczonych wokół oddalonego o kilka kilometrów miasta Cabanatuan. Przed nacierającymi siłami amerykańskimi z południowego zachodu japońska dywizja wycofywała się na północ drogą w pobliżu obozu. Zalecił poczekać na przejście dywizji, aby zminimalizować siły przeciwnika w rejonie. Po zebraniu informacji od Pajoty i Alamo Scouts na temat wzmożonej aktywności wroga na terenie obozu, Mucci zgodził się odroczyć atak o 24 godziny i powiadomił przez radio sztab 6 Armii o rozwoju sytuacji. Polecił skautom wrócić do obozu i zdobyć dodatkowe informacje wywiadowcze, zwłaszcza dotyczące liczby strażników i dokładnej lokalizacji jeńców. Rangersi wycofali się do Platero, barrio położonego 4 km na południe od Balincarin.

## Strategia
„Nie mogliśmy tego przećwiczyć. Przygotowując się do czegokolwiek w tym rodzaju, zwykle chciałoby się ćwiczyć w kółko z tygodniowym wyprzedzeniem. Zdobyć więcej informacji, zbudować modele i przedyskutować wszystkie nieprzewidziane okoliczności. Przepracować wszystkie niedociągnięcia. Nie mieliśmy na to czasu. To było teraz albo nigdy” – kpt. Prince

30 stycznia o godzinie 11:30 porucznik Alamo Scouts Bill Nellist i szeregowy Rufo Vaquilar, przebrani za miejscowych, zdołali dostać się do opuszczonej chaty 270 m od obozu. Unikając wykrycia przez japońskich strażników, obserwowali stamtąd obóz i przygotowali szczegółowy raport na temat głównych cech obozu, w tym głównej bramy, siły japońskich oddziałów, lokalizacji przewodów telefonicznych i najlepszych tras ataku. Wkrótce potem dołączyło do nich trzech innych skautów, którym Nellist zlecił dostarczenie raportu Mucciemu. Nellist i Vaquilar pozostali w chacie aż do rozpoczęcia ataku.
Mucci otrzymał już popołudniowy raport Nellista z 29 stycznia i przekazał go Prince’owi, któremu powierzył ustalenie, jak szybko i z jak najmniejszą liczbą ofiar wprowadzić rangersów do kompleksu i wyprowadzić ich z niego. Prince opracował plan, który został następnie zmodyfikowany w świetle nowego raportu z opuszczonej chaty otrzymanego o 14:30. Zaproponował, że rangersi zostaną podzieleni na dwie grupy: około 90 komandosów z kompanii C, dowodzonych przez Prince’a, zaatakuje główny obóz i eskortuje więźniów, a 30 rangersów z plutonu z kompanii F, dowodzonego przez porucznika Johna Murphy’ego, zasygnalizuje początek ataku, strzelając do japońskich pozycji na tyłach obozu o 19:30. Prince przewidział, że rajd zakończy się w ciągu 30 minut lub wcześniej. Po upewnieniu się, że wszyscy jeńcy bezpiecznie opuścili obóz, Prince miał wystrzelić czerwoną racę, sygnalizując, że wszyscy żołnierze mają wycofać się na spotkanie nad rzeką Pampanga 2,4 km na północ od obozu, gdzie 150 partyzantów przygotuje się z wózkami ciągniętymi przez woły do transportu jeńców. Grupa ta miała pomóc załadować jeńców i eskortować ich z powrotem za linie amerykańskie.

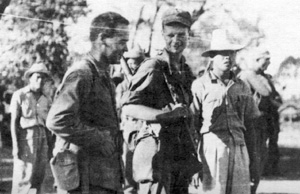
Kapitanowie Jimmy Fisher i Robert Prince oraz kilku filipińskich partyzantów na kilka godzin przed rozpoczęciem rajdu

Jednym z głównych zmartwień Prince’a była płaskość okolicznego terenu. Japończycy wycięli dookoła roślinność, aby zapewnić sobie widoczność w razie ataków partyzanckich, a także dostrzec ucieczki więźniów. Prince wiedział, że jego rangersi będą musieli przeczołgać się przez długie, otwarte pole, tuż pod polem widzenia japońskich strażników. Mieli tylko nieco ponad godzinę pełnej ciemności, odkąd gdy słońce zejdzie poniżej horyzontu, a momentem, gdy wzejdzie księżyc. On nadal stwarzałby możliwość zauważenia przez japońskich strażników ich ruchu, zwłaszcza przy fazie bliskiej pełni księżyca. Jeśli rangersi zostaliby wykryci, jedyną zaplanowaną reakcją było natychmiastowe wstanie do pionu i ruszenie na obóz. Rangersi nie byli świadomi tego, że Japończycy nie mieli żadnych reflektorów, które mogłyby być użyte do oświetlenia perymetru. Pajota zasugerował, że aby odwrócić uwagę strażników, samolot Sił Powietrznych Armii Stanów Zjednoczonych (USAAF) powinien przelecieć nad obozem, aby skierować wzrok strażników w niebo. Mucci zgodził się z tym pomysłem i do dowództwa wysłano przez radio prośbę, aby poprosić o samolot, podczas gdy żołnierze ruszą przez pole. W ramach przygotowań na ewentualne obrażenia lub rany odniesione podczas starcia z Japończykami, chirurg batalionu kpt. Jimmy Fisher zorganizował prowizoryczny szpital w szkole w Platero.
O świcie 30 stycznia droga przed obozem była wolna od przemieszczających się na północ wojsk japońskich. Mucci planował chronić jeńców po uwolnieniu z obozu. Dwie grupy partyzantów z Luzon Guerrilla Armed Forces, jedna pod dowództwem Pajoty, a druga pod dowództwem kpt. Eduardo Josona, miały zostać wysłane w przeciwnych kierunkach, aby utrzymać główną drogę w pobliżu obozu. Pajota i 200 partyzantów mieli ustawić blokadę obok drewnianego mostu na rzece Cabu. Ta konfiguracja, na północny wschód od obozu jenieckiego, byłaby pierwszą linią obrony przeciwko siłom japońskim obozującym po drugiej stronie rzeki, która mogła usłyszeć atak na obóz. Joson i jego 75 partyzantów, wraz z obsługą bazooki rangersów, ustawili blokadę drogową 730 m na południowy zachód od obozu jenieckiego, aby powstrzymać wszelkie siły japońskie, które przybyłyby z miasta Cabanatuan. Obie grupy rozmieściły po 25 min lądowych przed swoimi pozycjami, a jeden partyzant z każdej grupy otrzymał bazookę do zwalczania pojazdów opancerzonych. Po tym, jak jeńcy i reszta sił atakujących dotarliby do miejsca spotkania na rzece Pampanga, Prince miał wystrzelić drugą flarę, aby nakazać siłom osłonowym wycofanie się (stopniowo, jeśli napotkają opór) i udanie się do Platero.
Ponieważ jeńcy nie wiedzieli o nadchodzącym ataku, tej nocy zachowywali się jak zwykle. Poprzedniego dnia dwóch filipińskich chłopców rzuciło za zasieki kamienie z dołączoną notatką: „Bądźcie gotowi do wyjścia”. Zakładając, że to żart, jeńcy zlekceważyli te notatki. Więźniowie jednocześnie stawali się coraz bardziej nieufni wobec japońskich strażników, wierząc, że w ciągu najbliższych kilku dni mogą zostać zmasakrowani z dowolnego powodu. Doszli do wniosku, że Japończycy nie chcieliby, aby nacierające siły amerykańskie ich uratowały, po czym jeńcy mogliby odzyskać siły i wrócić do walki na froncie. Ponadto Japończycy mogli zabijać więźniów, aby uniemożliwić im opowiedzenie o okrucieństwach bataańskiego marszu śmierci lub warunkach panujących w obozie. Przy ograniczonej liczebności japońskiej straży mała grupa więźniów już zdecydowała, że podejmą próbę ucieczki około godziny 20:00.

## Ratowanie więźniów

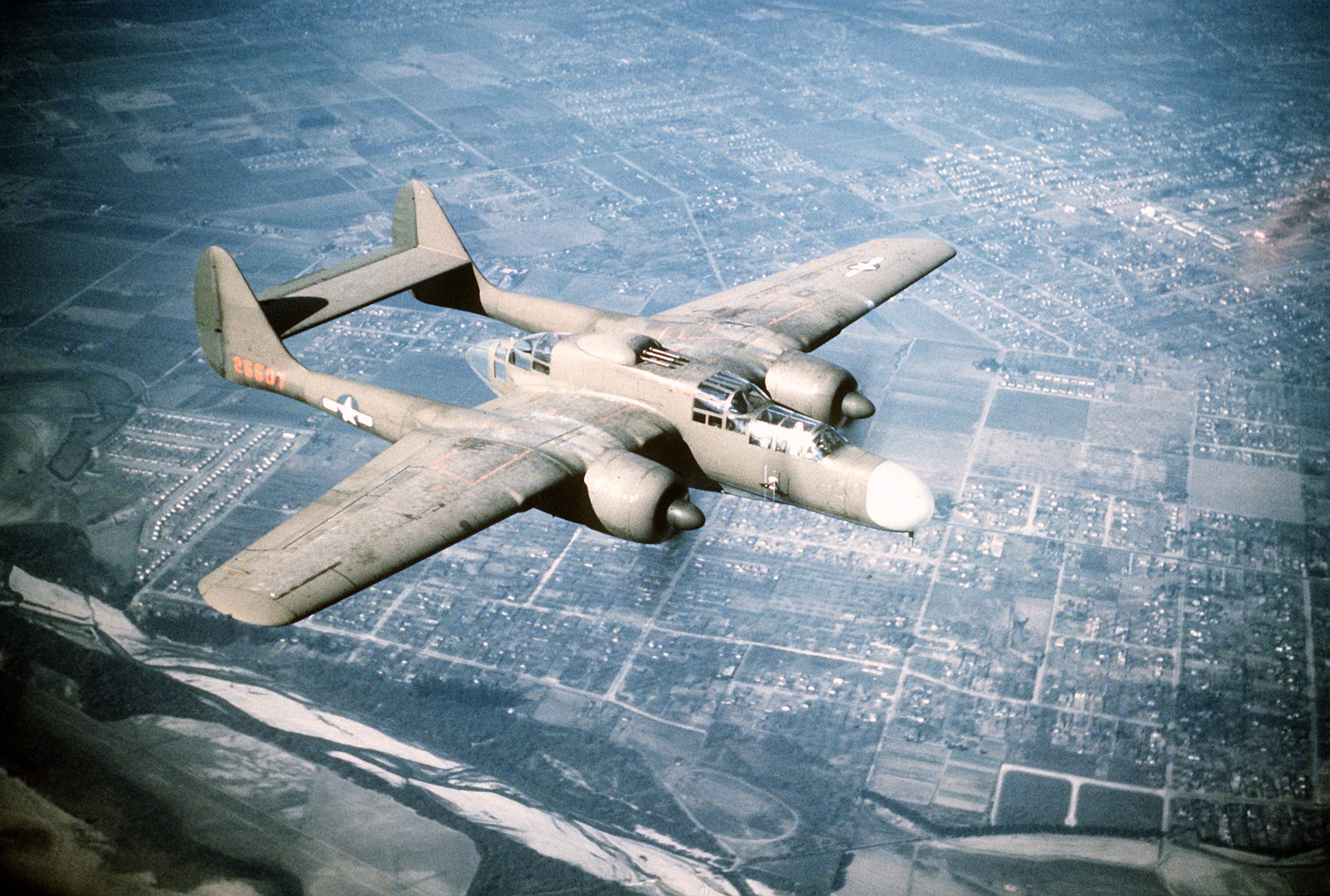
P-61 Black Widow, podobny do tego, który odwracał uwagę japońskich strażników, gdy siły amerykańskie czołgały się w kierunku obozu

O 17:00, kilka godzin po tym, jak Mucci zatwierdził plan Prince’a, rangersi wyruszyli z Platero. Wokół ich lewych ramion zawiązano kawałki białego płótna, aby zapobiec przypadkom bratobójczego ognia. Przekroczyli rzekę Pampanga, a następnie, o 17:45, ludzie Prince’a i Murphy’ego rozeszli się, by otoczyć obóz. Pajota, Joson i ich oddziały partyzanckie skierowali się do swoich miejsc zasadzek. Rangersi pod wodzą Prince’a dotarli do głównej bramy i zatrzymali się około 640 m przed obozem, czekając na zapadnięcie zmroku i odwrócenie uwagi samolotów.
Tymczasem P-61 Black Widow z 547 Nocnego Dywizjonu Myśliwskiego, o nazwie własnej Hard to Get, wystartował o 18:00, pilotowany przez kapitana Kennetha Schriebera i porucznika Bonnie Rucksa. Około 45 minut przed atakiem Schrieber odciął zasilanie lewego silnika na wysokości 460 m nad obozem. Uruchomił go ponownie, powodując głośny ryk silnika i powtórzył ten proces jeszcze dwa razy, tracąc wysokość do około 60 m. Udając, że jego samolot jest uszkodzony, Schrieber skierował się w stronę niskich wzgórz, przelatując zaledwie o 9 metrów nad nimi. Japońskim obserwatorom wydawało się, że samolot się rozbił, więc dalej obserwowali niebo, czekając na ognistą eksplozję. Schrieber powtórzył przelot kilka razy, wykonując jednocześnie różne manewry akrobacyjne. Odwrócenie uwagi trwało przez dwadzieścia minut, tworząc idealne warunki dla rangersów posuwających się na brzuchach w kierunku obozu. Prince pochwalił później działania pilotów: „Pomysł wabika w powietrzu był trochę niezwykły i szczerze mówiąc, nie sądziłem, że zadziała. Ale manewry pilota były tak umiejętne i zwodnicze, że dywersja udała się całkowicie. Nie wiem, co osiągnęlibyśmy bez tego”. Gdy samolot brzęczał w obozie, porucznik Carlos Tombo i jego partyzanci wraz z niewielką liczbą rangersów odcięli linie telefoniczne do obozu, aby uniemożliwić komunikację załogi z dużymi siłami stacjonującymi w Cabanatuan.

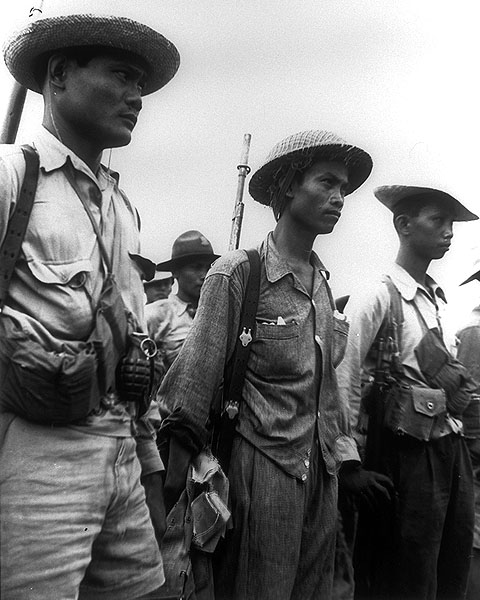
Partyzanci kapitana Pajoty w Cabanatuan

O 19:40 cały teren obozu pokrył się ogniem z broni ręcznej, kiedy Murphy i jego ludzie ostrzelali wieże strażnicze i baraki. W ciągu pierwszych piętnastu sekund wszystkie wieże strażnicze i bunkry w obozie zostały namierzone i zniszczone. Sierżant Ted Richardson rzucił się, by ze swojego pistoletu Colt M1911 zniszczyć kłódkę zamykającą główną bramę. Rangersi przy bramie głównej manewrowali tak, by ostrzeliwać baraki wartownicze i kwatery oficerskie, a ci z tyłu likwidowali wroga w pobliżu baraków jenieckich, a następnie przystąpili do ewakuacji. Obsługa bazooki z kompanii F pobiegła główną drogą do blaszanej szopy, o której komandosi wiedzieli od Mucciego, że mogą w niej być czołgi. Chociaż japońscy żołnierze próbowali uciec dwoma ciężarówkami, zespołowi udało się zniszczyć ciężarówki, a następnie szopę.
Na początku strzelaniny wielu więźniów myślało, że to Japończycy zaczęli ich masakrować. Jeden z więźniów stwierdził, że atak brzmiał jak „świszczące ślimaki, rzymskie świece i płonące meteory przelatujące nad naszymi głowami”. Więźniowie natychmiast ukryli się w swoich szałasach, latrynach i rowach irygacyjnych.
Kiedy rangersi krzyczeli do jeńców, że nadszedł ratunek i mają wyjść z obozu, wielu z nich obawiało się, że to Japończycy próbują oszukać ich, by zabić pod pretekstem ucieczki. Ponadto znaczna część więźniów stawiała opór przed wyzwolicielami, ponieważ broń i mundury rangersów w niczym nie przypominały tych sprzed kilku lat; na przykład komandosi nosili czapki, a wcześniej żołnierze mieli hełmy M1917, natomiast Japończycy również nosili czapki. Jeńcy nie wierzyli rangersom i pytali, kim są oraz skąd pochodzą. Rangersi czasami musieli uciekać się nawet do siły fizycznej, aby wyrzucić niechętnych do ucieczki więźniów z obozu. Niektórzy jeńcy ważyli tak mało z powodu chorób i niedożywienia, że kilku rangersów niosło na plecach po dwóch mężczyzn. Po opuszczeniu koszar komandosi kazali więźniom udać się do głównej lub frontowej bramy. Więźniowie byli zdezorientowani, ponieważ w ich żargonie „brama główna” oznaczała wejście na jeniecką stronę obozu. W zamieszaniu jeńcy zderzyli się ze sobą, ale ostatecznie zostali wyprowadzeni przez rangersów.
Samotny japoński żołnierz zdołał wystrzelić trzy pociski moździerzowe w kierunku głównej bramy. Chociaż członkowie kompanii F szybko zlokalizowali tego żołnierza i zabili go, kilku rangersów, skautów i jeńców zostało rannych podczas ataku. Chirurg batalionu kpt. James Fisher został śmiertelnie ranny w brzuch i przeniesiony do pobliskiej wioski Balincari. Skaut Alfred Alfonso miał ranę od odłamka w brzuchu. Porucznik Alamo Scout Tom Rounsaville i starszy szeregowy rangersów Jack Peters również zostali ranni w czasie tego ostrzału.

Ilustracja układu obozu i pozycji atakujących sił amerykańskich

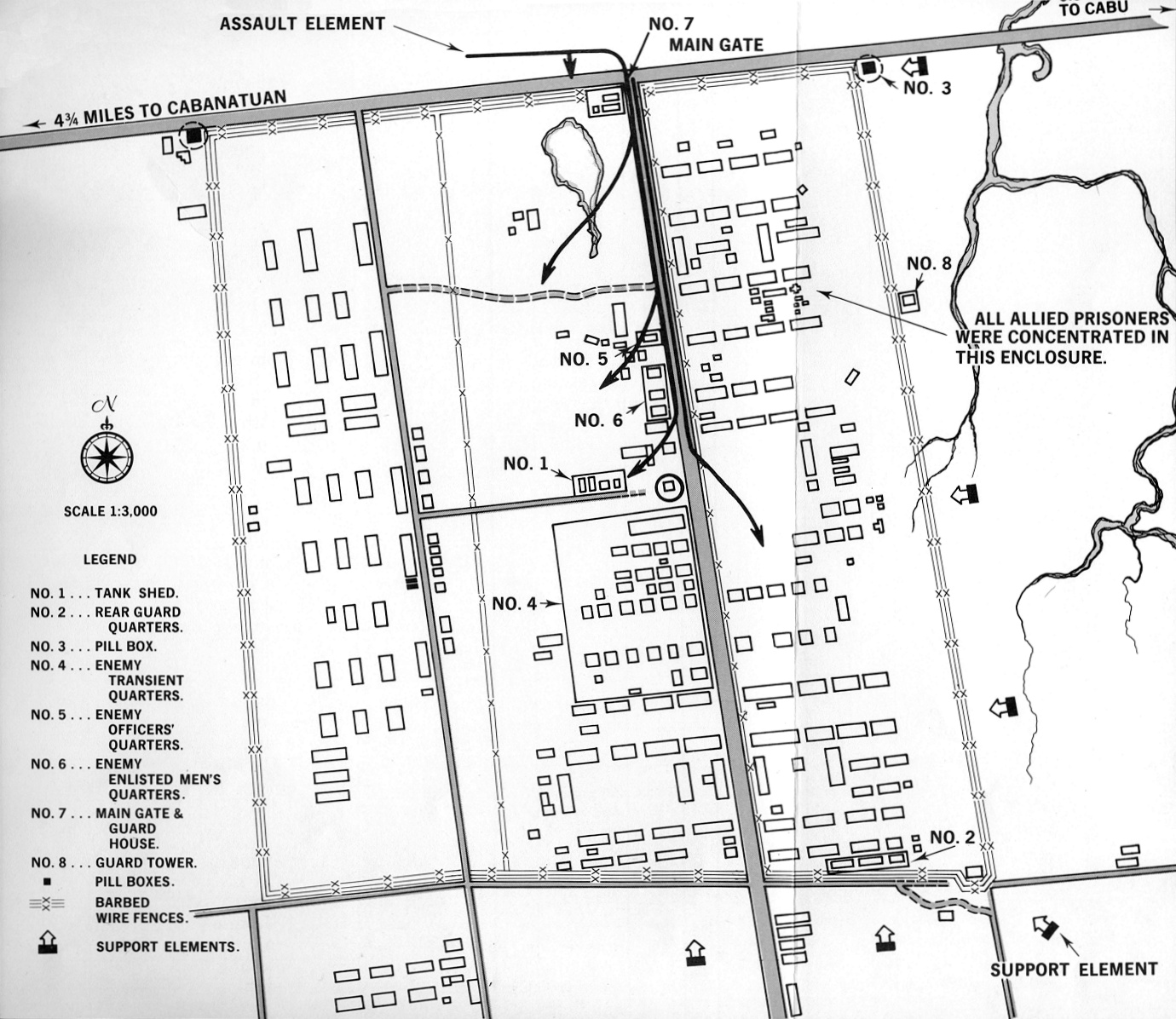
Schemat działań podjętych przez amerykańskich rangersów podczas rajdu na Cabanatuan

Kilka sekund po tym, jak Pajota i jego ludzie usłyszeli pierwszy strzał Murphy’ego, otworzyli ogień do zaalarmowanego japońskiego oddziału znajdującego się po drugiej stronie rzeki Cabu. Pajota wcześniej wysłał sapera, aby podłożył ładunki na niestrzeżonym moście o 19:45. Bomba wybuchła w wyznaczonym czasie i chociaż nie zniszczyła mostu, utworzyła dużą dziurę, przez którą nie mogły przejechać czołgi i inne pojazdy. Fale japońskiej piechoty pędziły przez most, ale w przewężeniu w kształcie litery V stworzonym przez filipińskich partyzantów zatrzymywał się każdy atak. Jeden partyzant, który został wyszkolony przez rangersów z używania bazooki zaledwie kilka godzin wcześniej, zniszczył lub unieszkodliwił cztery czołgi, które chowały się za kępą drzew. Grupa japońskich żołnierzy próbowała flankować pozycje wroga, przekraczając rzekę z dala od mostu, ale partyzanci zauważyli ich i wyeliminowali.
O 20:15 obóz został zabezpieczony, a Prince wystrzelił swoją racę, aby zasygnalizować koniec ataku. W ciągu ostatnich piętnastu minut nie doszło do ani jednego wystrzału. Jednak, gdy rangersi zmierzali w kierunku miejsca spotkania, kpr. Roy Sweezy został dwukrotnie postrzelony przez sojuszników, a później zmarł. Rangersi i jeńcy udali się do wyznaczonego miejsca spotkania na rzece Pampanga, gdzie karawana z 26 wozami czekała, aby przetransportować ich do Platero, prowadzona przez lokalnych wieśniaków zorganizowanych przez Pajotę. O 20:40, kiedy Prince ustalił, że wszyscy przekroczyli rzekę Pampanga, wystrzelił swoją drugą flarę, aby wskazać Pajocie i ludziom Josona, aby się wycofali. Skauci pozostali na miejscu spotkania, aby zbadać obszar pod kątem ruchów odwetowych ze strony sił wroga. Tymczasem ludzie Pajoty nadal stawiali opór atakującemu nieprzyjacielowi, aż w końcu mogli wycofać się o godzinie 22:00, kiedy siły japońskie przestały szarżować na most. Joson i jego ludzie nie napotkali oporu i wrócili, aby pomóc eskortować jeńców.
Chociaż fotografowie byli w stanie sfotografować wędrówkę do i z obozu, nie byli w stanie użyć swoich aparatów podczas nocnego ataku, ponieważ lampy błyskowe wskazywałyby Japończykom ich pozycje. Jeden z fotografów skomentował swoją sytuację w czasie walki: „Czuliśmy się jak zapalony żołnierz, który nosił swój karabin przez długie marsze w jednej z najważniejszych bitew wojny, a potem nigdy nie miał szansy z niego wystrzelić”. Fotografowie Służby Sygnałowej pomagali natomiast w eskortowaniu jeńców z obozu.

## Wędrówka na linie amerykańskie
„Przetrwałem bataański marsz śmierci, więc z pewnością mogę przetrwać ten!” – jeden z jeńców wojennych podczas drogi powrotnej za linie amerykańskie

Do 22:00 rangersi i byli jeńcy przybyli do Platero, gdzie odpoczywali przez pół godziny. Wiadomość radiowa została wysłana i odebrana przez 6 Armię o 23:00, że misja zakończyła się sukcesem i że wracają z uratowanymi więźniami na linie amerykańskie. Po przeliczeniu okazało się, że zaginął jeniec Edwin Rose, głuchy żołnierz brytyjski. Mucci zdecydował, że żaden z rangersów nie może zostać poświęcony, by go szukać, więc wysłał kilku partyzantów, by zrobili to rano. Później dowiedziano się, że Rose zasnął w latrynie przed atakiem. Obudził się wcześnie rano i zdała sobie sprawę, że inni więźniowie zniknęli, a on został sam. Mimo to poświęcił czas na ogolenie się i włożenie najlepszych ubrań, które zachował na dzień, w którym miał zostać uratowany. Wyszedł z obozu jenieckiego, myśląc, że wkrótce zostanie odnaleziony i wyprowadzony na wolność. Rzeczywiście, Rose został znaleziony przez nadchodzących partyzantów. Poczyniono przygotowania, aby jednostka niszczycieli czołgów zabrała go i przetransportowała do szpitala.
W prowizorycznym szpitalu w Platero, skaut Alfonso i ranger Fisher zostali szybko poddani operacji. Z brzucha Alfonso został usunięty odłamek i oczekiwano, że wyzdrowieje, jeśli wróci na linie amerykańskie. Usunięto również odłamek z ciała Fishera, ale przy ograniczonych zapasach i rozległym uszkodzeniu żołądka i jelit zdecydowano, że bardziej rozległa operacja będzie musiała zostać wykonana w amerykańskim szpitalu. Mucci nakazał zbudowanie lądowiska na polu obok Platero, aby samolot mógł go przetransportować za linie amerykańskie. Kilku skautów i uwolnionych więźniów zostało na miejscu, aby zbudować pas startowy.
Gdy grupa opuściła Platero o 22:30, aby przemieszczać się z powrotem w kierunku linii amerykańskich, Pajota i jego partyzanci nieustannie szukali lokalnych mieszkańców, aby zapewnić dodatkowe wozy do transportu osłabionych więźniów. Większość więźniów miała niewiele ubrań i butów lub nie miała ich wcale, a chodzenie stawało się dla nich coraz trudniejsze. Kiedy grupa dotarła do Balincarin, zgromadziła prawie 50 wozów. Pomimo wygody korzystania z wozów, ciągnące je woły poruszały się w powolnym tempie, zaledwie 3,2 km/h, co znacznie zmniejszyło tempo podróży powrotnej. Zanim grupa dotarła do linii amerykańskich, używano już 106 wózków.
Oprócz wycieńczonych byłych więźniów i cywilów, większość rangersów w ciągu ostatnich trzech dni spała tylko od pięciu do sześciu godzin, dlatego podczas marszu również byli bardzo zmęczeni, często miewali halucynacje lub zasypiali. Medycy rozdali im więc amfetaminę, aby rangersi byli aktywni podczas długiego marszu. Jeden z nich skomentował działanie narkotyku: „Czułem się, jakby moje oczy były zawsze otwarte. Nie mogłem ich zamknąć, choćbym chciał. To była jedyna tabletka [z narkotykiem], jaką kiedykolwiek zażyłem – jednocześnie to było wszystko, czego kiedykolwiek potrzebowałem”.
P-61 Black Widow ponownie pomogły grupie, patrolując ścieżkę, którą obrali w drodze powrotnej do amerykańskich linii. O godzinie 21:00 jeden z samolotów zniszczył pięć japońskich ciężarówek i czołg znajdujący się na drodze 23 km od Platero, którą grupa miała później się przemieszczać. Grupa spotkała się również krążącymi w powietrzu P-51 Mustangami, które strzegły ich, gdy zbliżali się do amerykańskich linii. Uwolniony więzień George Steiner stwierdził, że „radowali się z widoku naszych samolotów, a dźwięk ich ostrzału był muzyką dla naszych uszu”.

Do infiltracji i wydostania się zza linii japońskich wykorzystano różne drogi

Podczas jednego z etapów podróży powrotnej żołnierze zostali zatrzymani przez Hukbalahap, filipińskich partyzantów komunistycznych, którzy nienawidzili w równym stopniu Amerykanów, jak Japończyków. Byli też przeciwnikami ludzi Pajoty. Jeden z jego poruczników naradził się z komunistami i wrócił, by powiedzieć Mucciemu, że nie wolno im przechodzić przez wioskę. Rozgniewany tą wiadomością, Mucci odesłał porucznika z powrotem, aby przekazał, że nadciągają ścigające ich siły japońskie. Porucznik wrócił i poinformował Mucciego, że tylko Amerykanie mogą przejść, ale ludzie Pajoty muszą pozostać na miejscu. Jednak zarówno rangersi, jak i partyzanci zostali w końcu przepuszczeni po tym, jak wzburzony Mucci powiedział porucznikowi, że wezwie ostrzał artyleryjski i zrówna z ziemią całą wioskę. W rzeczywistości radio Mucciego nie działało już w tamtym momencie.

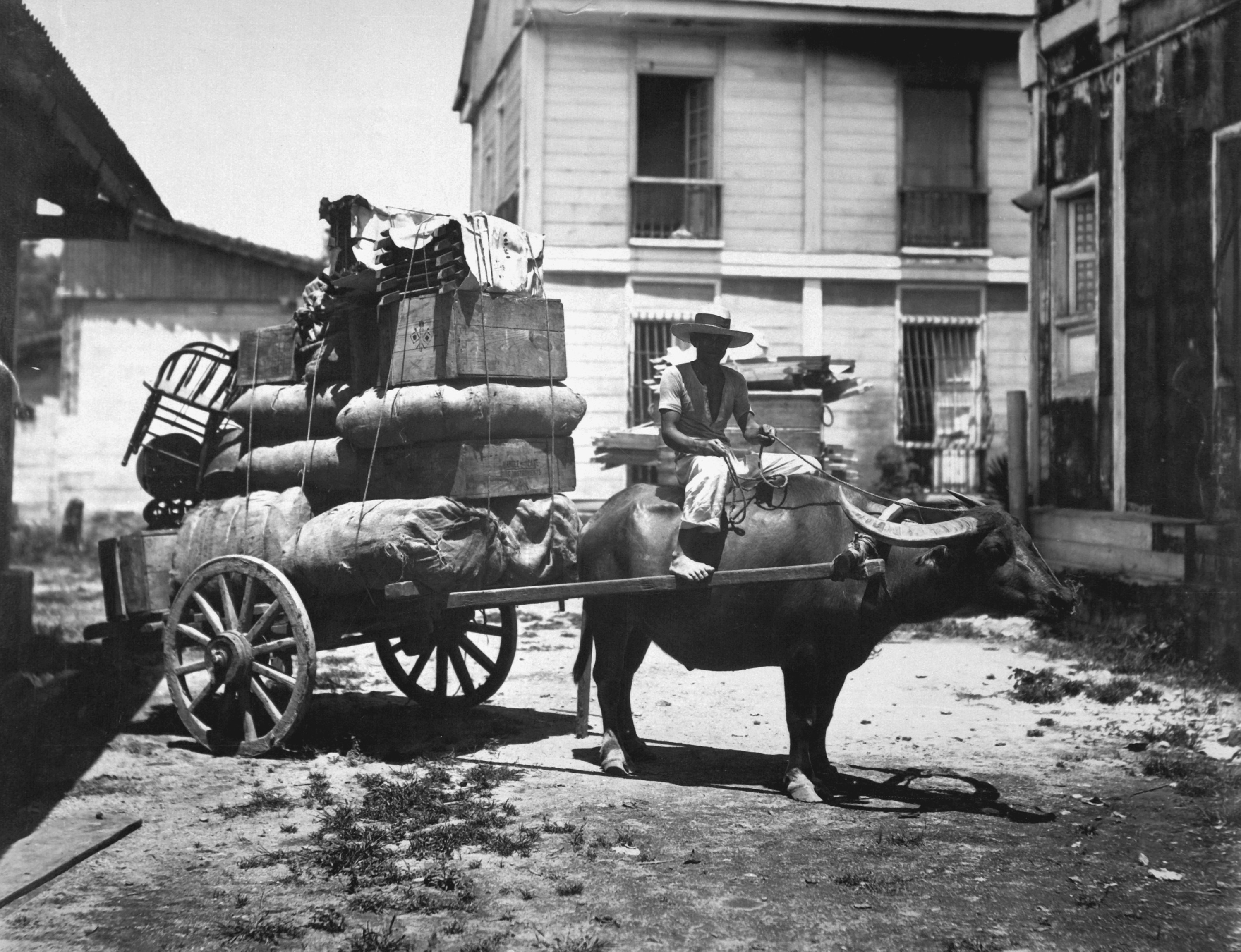
Wóz ciągnięty przez woły podobny do tych używanych podczas powrotu za linie amerykańskie

O godzinie 8:00 31 stycznia radiooperator Mucciego zdołał w końcu skontaktować się z kwaterą główną 6 Armii. Mucci został skierowany do Talavera, miasta wyzwolonego przez Amerykanów, położonego 18 km od jego ówczesnej pozycji. W Talavera uwolnieni żołnierze i cywile wsiedli do ciężarówek i karetek na ostatni etap ich podróży do domu. Jeńców odwszawiano, zapewniano gorące prysznice i nowe ubrania. W szpitalu jenieckim jeden z rangersów spotkał się ze swoim ojcem, uratowanym z obozu, który został uznany za zabitego w walce trzy lata wcześniej. Skauci i pozostali jeńcy, którzy zostali za liniami wroga, aby eskortować lekarza Jamesa Fishera do samolotu, również napotkali opór Hukbalahap. Po krótkim zagrożeniu walką z bandą komunistyczną, skauci i jeńcy wynegocjowali bezpieczne przejście i 1 lutego dotarli do Talavery.
Kilka dni po rajdzie wojska 6 Armii dokonały inspekcji terenu byłego obozu. Zgromadzili dużą liczbę aktów zgonów i plany cmentarzy jenieckich, a także pamiętników, wierszy i rysunków wykonanych przez więźniów. Amerykańska armia zapłaciła również po 5 pesos każdemu z woźnic, którzy pomogli w ewakuacji jeńców.

## Rezultat rajdu i znaczenie historyczne
| Uratowani więźniowie  |     |
| Amerykańscy żołnierze | 464 |
| Brytyjscy żołnierze   | 22  |
| Holenderscy żołnierze | 3   |
| Amerykańscy cywile    | 28  |
| Norwescy cywile       | 2   |
| Brytyjski cywil       | 1   |
| Kanadyjski cywil      | 1   |
| Filipiński cywil      | 1   |
| Razem                 | 522 |

Rajd uznano za udany – wyzwolono 489 jeńców i 33 cywilów. Było wśród nich 492 Amerykanów, 23 Brytyjczyków, 3 Holendrów, 2 Norwegów, 1 Kanadyjczyk i 1 Filipińczyk. Ratunek, wraz z wyzwoleniem obozu O’Donnell tego samego dnia, pozwolił więźniom opowiedzieć o okrucieństwach Bataanu i Corregidoru, co wywołało nową falę determinacji do wojny z Japonią w amerykańskim społeczeństwie.
Prince mocno podkreślał wkład w sukces rajdu innych formacji: „Każdy sukces, jaki odnieśliśmy, był efektem nie tylko naszych [rangersów] wysiłków, ale także Alamo Scouts i sił powietrznych. Piloci (kpt. Kenneth R. Schrieber i por. Bonnie B. Rucks) samolotu, który przeleciał tak nisko nad obozem, byli niesamowicie odważnymi ludźmi”.
Niektórzy z komandosów udali się w podróże służbowe po Stanach Zjednoczonych, aby zachęcać obywateli do kupowania obligacji wojennych, a także spotkali się z prezydentem Franklinem D. Rooseveltem. W 1948 roku Kongres Stanów Zjednoczonych przyjął ustawodawstwo, które zapewniało 1 dolara (dzisiaj 10,77 dolara) zapomogi za każdy dzień, jeńcy spędzili w obozie, w tym w Cabanatuan. Dwa lata później Kongres zatwierdził dodatkowe 1,50 USD za dzień (łączna suma 26,89 USD wg kursu z 1994 roku).
Szacunki liczby japońskich żołnierzy zabitych podczas szturmu wahają się od 530 do 1000. Szacunki te obejmują 73 strażników i około 150 wycofujących się Japończyków, którzy tej nocy feralnie przebywali w obozie, a także żołnierzy zabitych przez ludzi Pajoty podczas próby przekroczenia rzeki Cabu.
Kilku Amerykanów zginęło podczas i po rajdzie. Osłabiony chorobą więzień zmarł na atak serca, gdy rangers przenosił go z koszar do głównej bramy. Komandos ten wspominał później: „Myślę, że podekscytowanie było dla niego zbyt duże. To było naprawdę smutne. Był tylko sto stóp od wolności, której nie zaznał przez prawie trzy lata”. Inny więzień zmarł z powodu choroby, gdy grupa dotarła do Talavera. Chociaż Mucci nakazał zbudowanie lądowiska na polu obok Platero, aby samolot mógł ewakuować Fishera w celu zapewnienia mu pomocy medycznej, ten nigdy się tego nie doczekał i zmarł następnego dnia. Jego ostatnie słowa brzmiały: „Powodzenia w ewakuacji”. Drugim rangersem zabitym podczas rajdu był Sweezy, który został omyłkowo trafiony w plecy dwoma kulami przez kolegów. Zarówno Fisher, jak i Sweezy są pochowani na Cmentarzu Narodowym w Manili. Dwudziestu partyzantów Pajoty zostało rannych, podobnie jak dwóch skautów i dwóch rangersów.

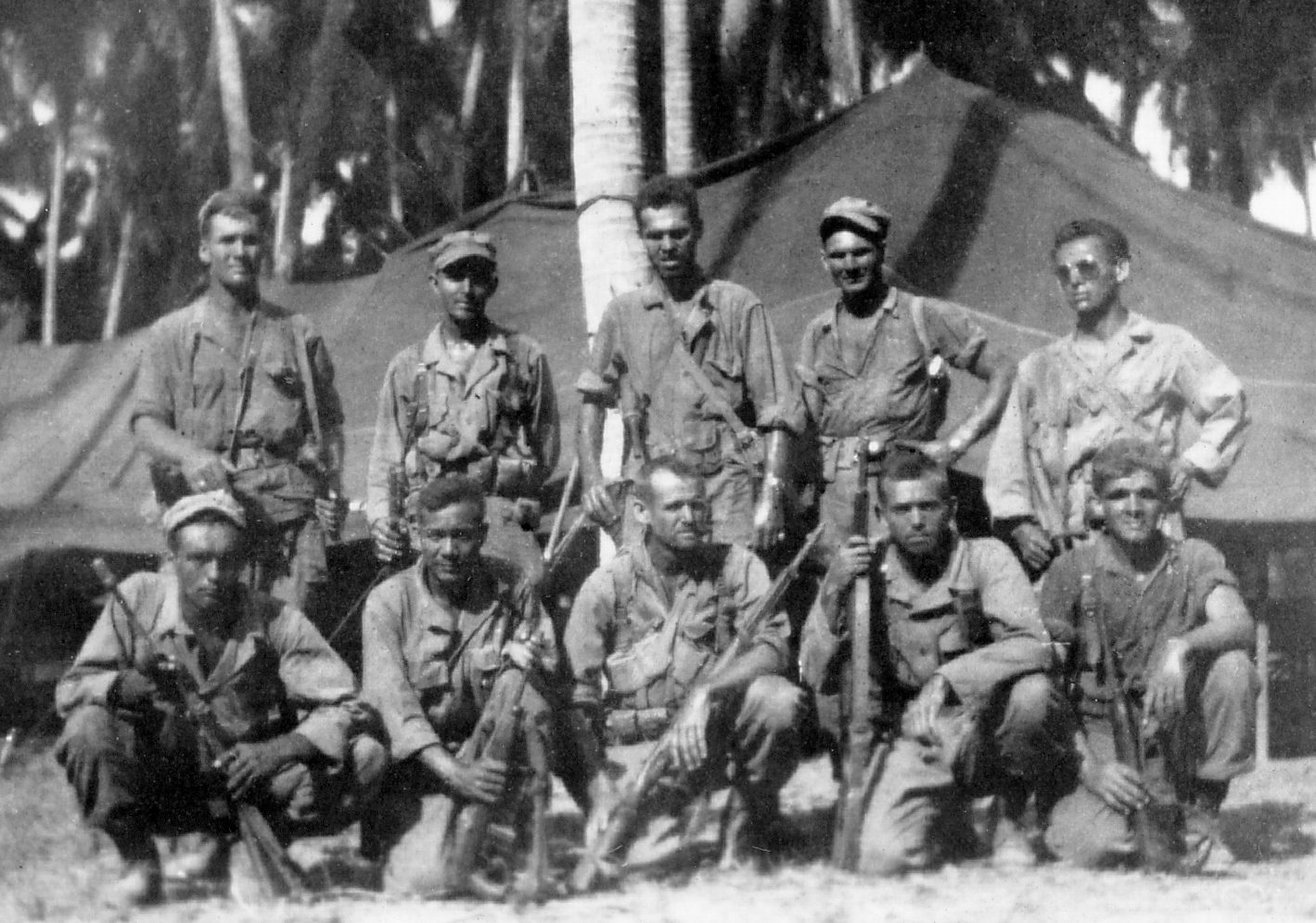
Alamo Scouts po rajdzie

Więźniowie amerykańscy zostali szybko odesłani do Stanów Zjednoczonych, w większości drogą lotniczą. Ci, którzy nadal byli zbyt chorzy lub osłabieni, pozostawali w amerykańskich szpitalach na Filipinach, aby kontynuować rekonwalescencję. 11 lutego 1945 roku 280 jeńców opuściło Leyte na pokładzie transportowca USS „General A.E. Anderson” zmierzającego do San Francisco przez Nową Gwineę. Starając się przeciwdziałać polepszeniu amerykańskiego morale po rajdzie, japońscy propagandowi spikerzy radiowi nadawali po angielsku, że okręty podwodne, statki i samoloty polują na „Generała Andersona”. Groźby te okazały się jednak blefem i okręt bezpiecznie dotarł do Zatoki San Francisco 8 marca 1945 roku.
Wiadomość o akcji ratunkowej została upubliczniona 2 lutego. Wyczyn ten bardzo docenili żołnierze MacArthura, alianccy korespondenci wojenni, jak i amerykańska opinia publiczna, ponieważ rajd poruszył emocjonalną strunę wśród Amerykanów zaniepokojonych losem obrońców Bataanu i Corregidoru. Skontaktowano się za pośrednictwem telegramu z członkami rodzin jeńców wojennych, aby poinformować ich o powodzeniu akcji ratunkowej. Wiadomość o rajdzie była rozpowszechniana w wielu rozgłośniach radiowych i na pierwszych stronach gazet. Z rangersami i jeńcami wojennymi przeprowadzono liczne wywiady, aby opisać warunki panujące w obozie, a także wydarzenia związane z rajdem. Entuzjazm związany z powodzeniem akcji został później przyćmiony przez inne wydarzenia wojny na Pacyfiku, w tym bitwę o Iwo Jimę i zrzucenie bomb atomowych na Hiroszimę i Nagasaki. Po rajdzie nastąpiły jednak kolejne udane akcje ratunkowe na Filipinach, takie jak rajd na obóz internowania cywilów w Santo Tomas 3 lutego, rajd na więzienie Bilibid 4 lutego i rajd na Los Baños 23 lutego.

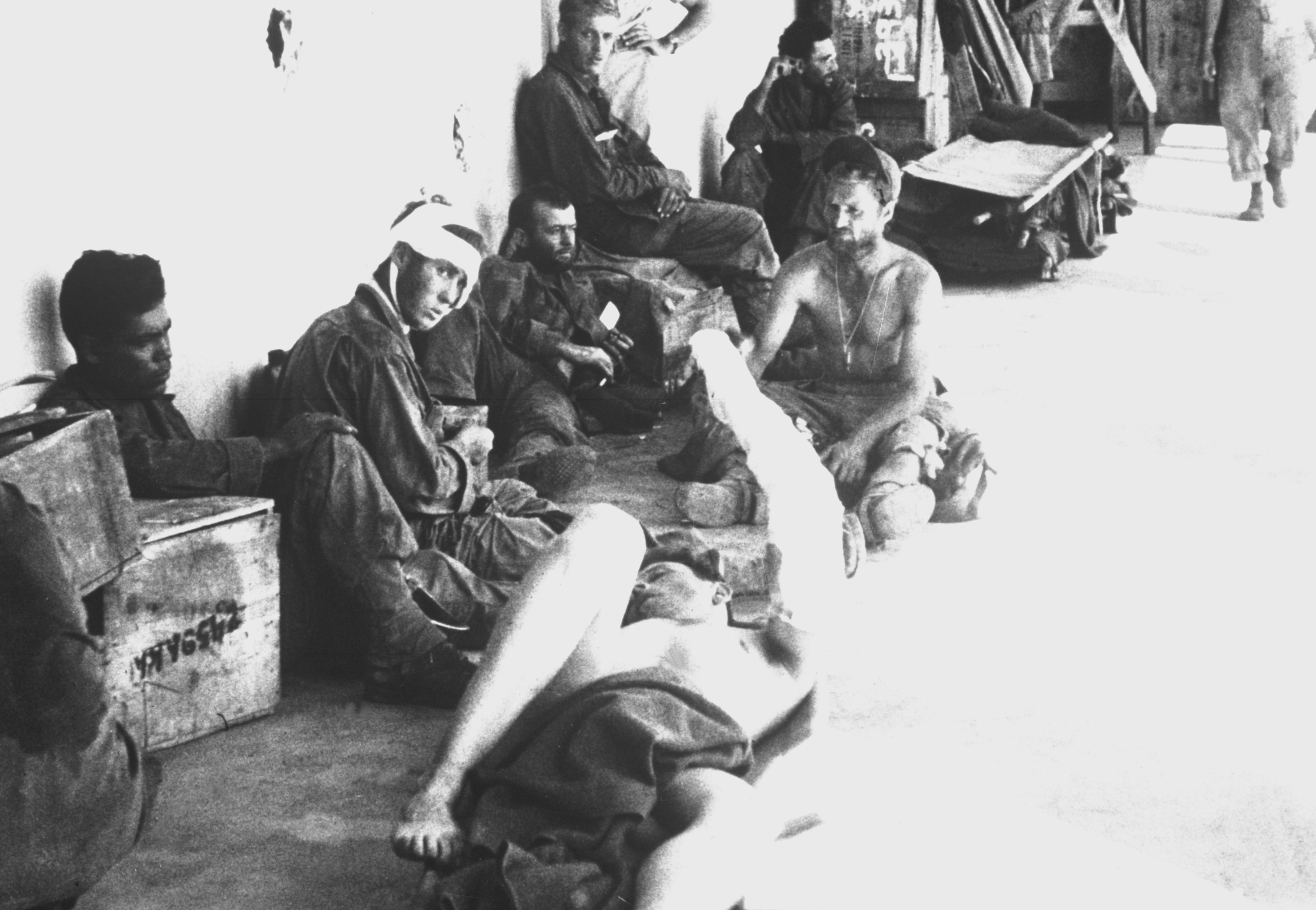
Byli jeńcy obozu Cabanatuan w prowizorycznym szpitalu w Talavera

Raport 6 Armii wskazywał, że rajd zademonstrował, „co patrole mogą osiągnąć na terytorium wroga, przestrzegając podstawowych zasad zwiadu i patrolowania, poprzez „skradanie się i obserwację”, [używanie] ukrycia, rozpoznanie tras na podstawie zdjęć i map przed przystąpieniem do zasadniczej operacji […] i koordynację działań wszystkich rodzajów broni w realizacji zadania”. Gen. MacArthur tak mówił o swojej reakcji na rajd: „Żaden epizod z kampanii na Pacyfiku nie dał mi takiej satysfakcji jak uwolnienie jeńców wojennych w Cabanatuan. Misja okazała się wspaniałym sukcesem”. Osobiście wręczył nagrody żołnierzom, którzy uczestniczyli w rajdzie, 3 marca 1945 roku. Chociaż Mucci był nominowany do Medalu Honoru, zarówno on, jak i Prince otrzymali jedynie Krzyże Wybitnej Służby. Mucci został za to awansowany do stopnia pułkownika i objął dowództwo 1 Pułku 6 Dywizji Piechoty. Wszyscy inni oficerowie amerykańscy i wybrani żołnierze otrzymali Srebrne Gwiazdy. Pozostali żołnierze amerykańscy i filipińscy partyzanci zostali odznaczeni Brązowymi Gwiazdami. Nellist, Rounsaville i pozostałych dwunastu skautów otrzymało Presidential Unit Citation.
Pod koniec 1945 roku ekshumowano ciała żołnierzy amerykańskich, którzy zmarli w obozie, a następnie przeniesiono na inne cmentarze. Pod koniec lat 90. rząd filipiński podarował Amerykanom ziemię pod budowę pomnika. Lokalizacja obozu Cabanatuan jest teraz parkiem, w którym znajduje się ściana pamiątkowa z listą 2656 zmarłych amerykańskich więźniów. Pomnik został sfinansowany przez byłych jeńców wojennych i weteranów, a obecnie jest utrzymywany przez American Battle Monuments Commission. Wspólna rezolucja Kongresu i prezydenta Ronalda Reagana z 6 kwietnia 1982 roku ustanowiła dzień 12 kwietnia jako „American Salute to Cabanatuan Prisoner of War Memorial Day”. Szpital miejski w Cabanatuan nosi imię przywódcy miejscowej partyzantki Eduardo Josona.

## Odniesienia w kinie
„Wszędzie ludzie próbują nam dziękować. Myślę, że podziękowania powinny pójść w drugą stronę. Do końca życia będę wdzięczny, że miałem szansę zrobić w tej wojnie coś, co nie było destrukcyjne. Nic dla mnie nigdy nie będzie równać się z satysfakcją, jaką czułem, pomagając uwolnić naszych więźniów” – kpt. Prince

Tematowi rajdu na Cabanatuan poświęcono kilka filmów, w tym kronikę wykonaną przez wojskowych operatorów w czasie samej operacji. Film Edwarda Dmytryka Powrót do Bataan z 1945 roku z udziałem Johna Wayne’a zaczyna się od przypomnienia historii rajdu na obóz jeniecki w Cabanatuan z użyciem oryginalnych materiałów wykonanych tuż po wyzwoleniu obozu. W lipcu 2003 roku w ramach programu telewizyjnego American Experience na stacji PBS wyemitowano godzinny film dokumentalny o rajdzie, zatytułowany Bataan Rescue. Oparty na książkach The Great Raid on Cabanatuan i Ghost Soldiers film fabularny Johna Dahla VI Batalion z 2005 roku skupiał się na historii rajdu przeplatanej opowieścią miłosną. Robert Prince, w tamtym czasie 86-letni weteran, służył jako konsultant merytoryczny przy realizacji filmu i uważał, że dokładnie przedstawia on akcję. Marty Katz wyraził swoje zainteresowanie produkcją: „Ten [rajd] był ogromną operacją, która miała bardzo niewielkie szanse powodzenia. To było jak film hollywoodzki – w prawdziwym życiu nie miało prawa się wydarzyć, ale się wydarzyło. Dlatego był to tak atrakcyjny materiał na film”. Kolejny raz rajd został sportretowany w grudniu 2006 roku jako odcinek serialu dokumentalnego Shootout!.

## Miejsce pamięci w Cabanatuan

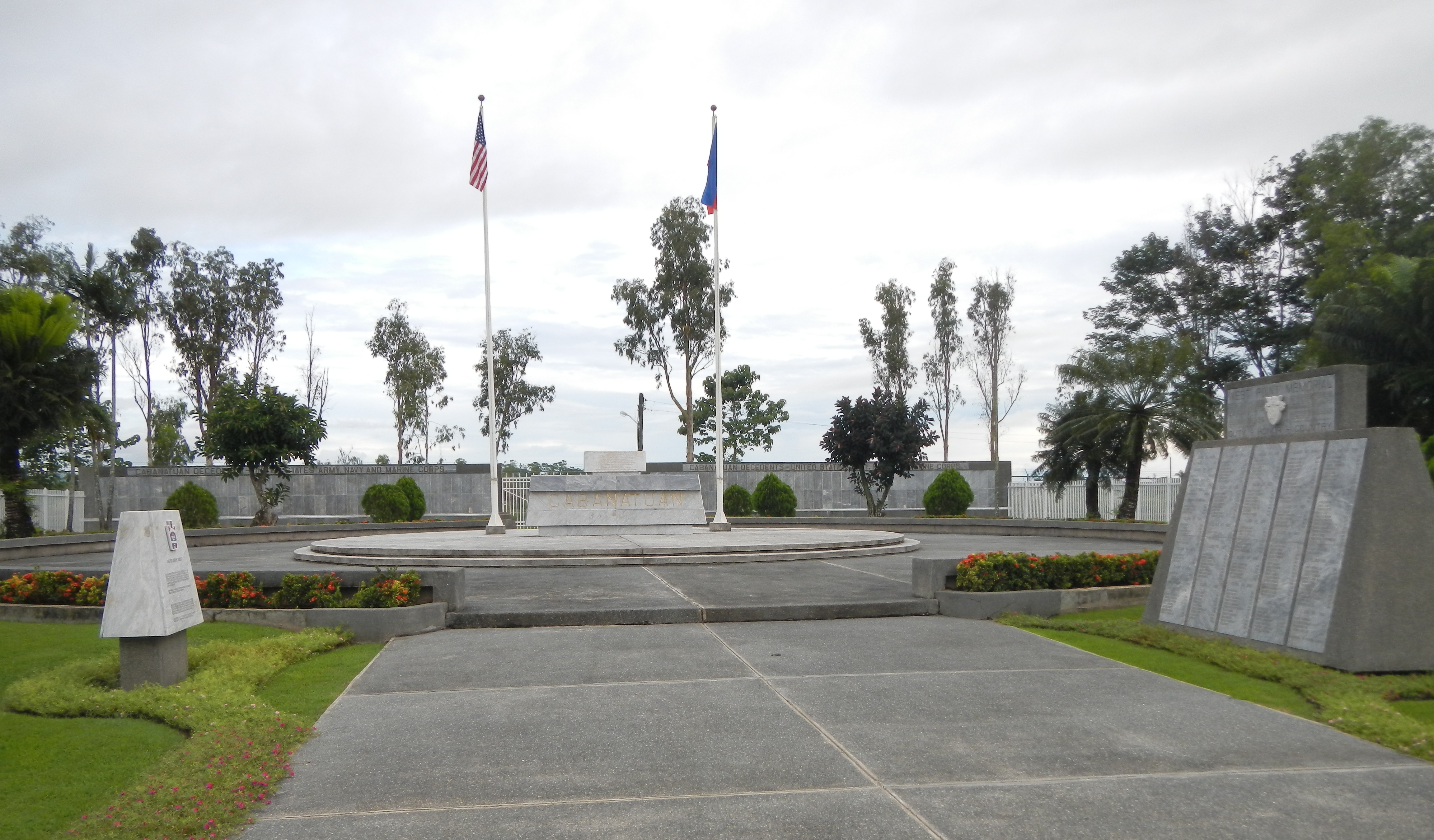
Główny pomnik poświęcony zmarłym jeńcom (Camp Pangatian Memorial Shrine), utrzymywany przez American Battle Monuments Commission
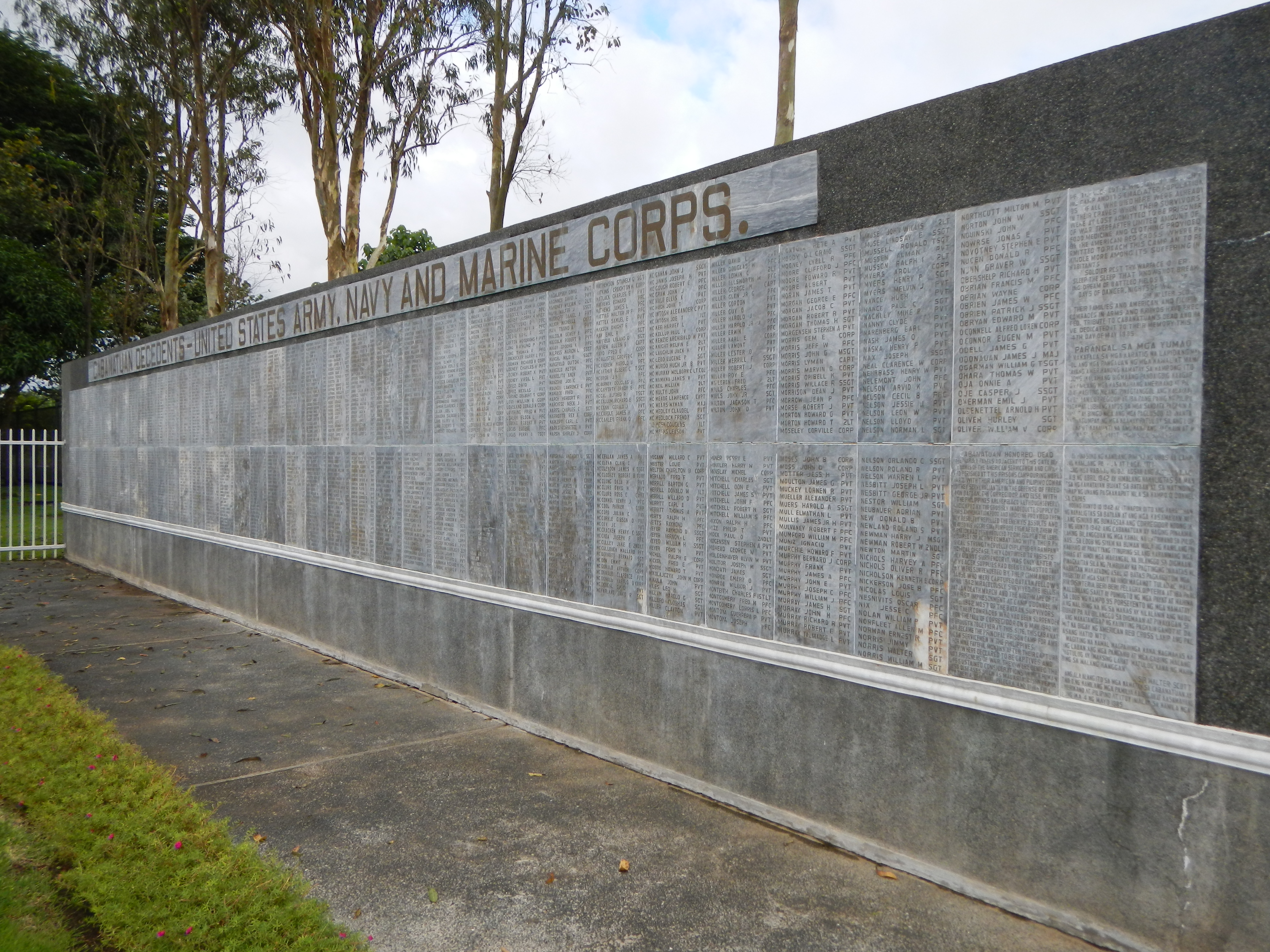
Nazwiska zmarłych jeńców na pierwszej ścianie pomnika
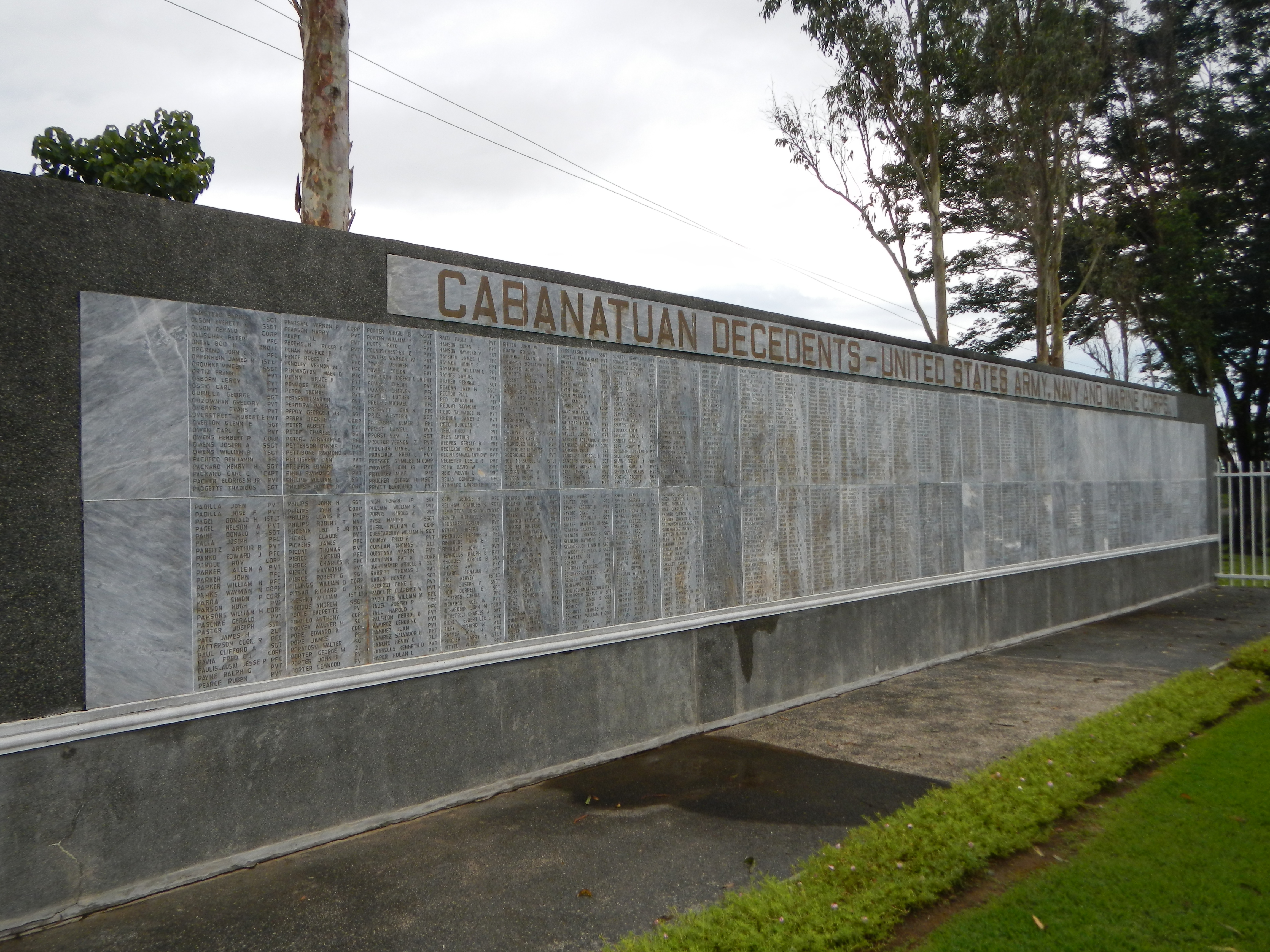
Nazwiska zmarłych jeńców na drugiej ścianie pomnika
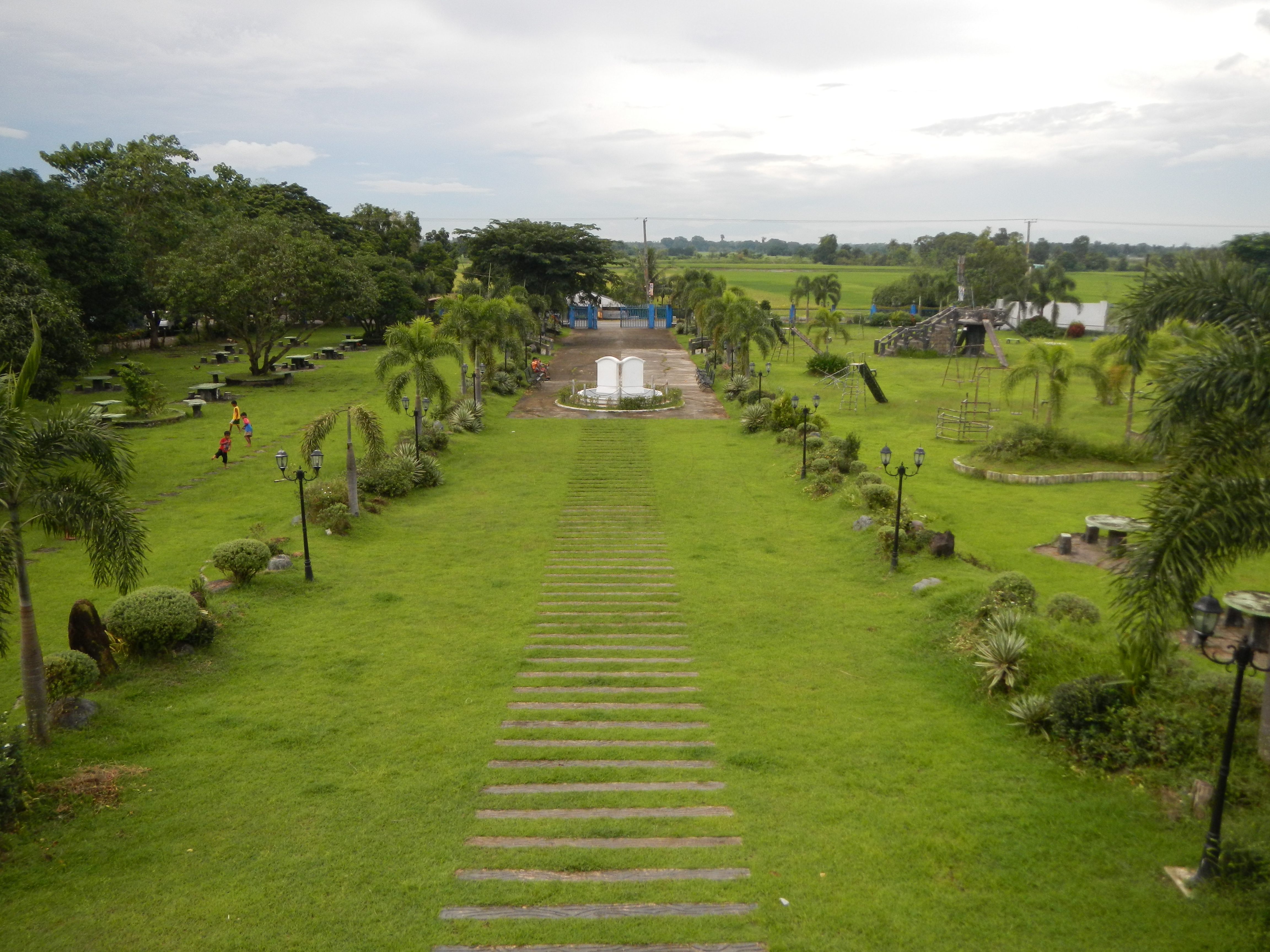
Park obok głównego pomnika
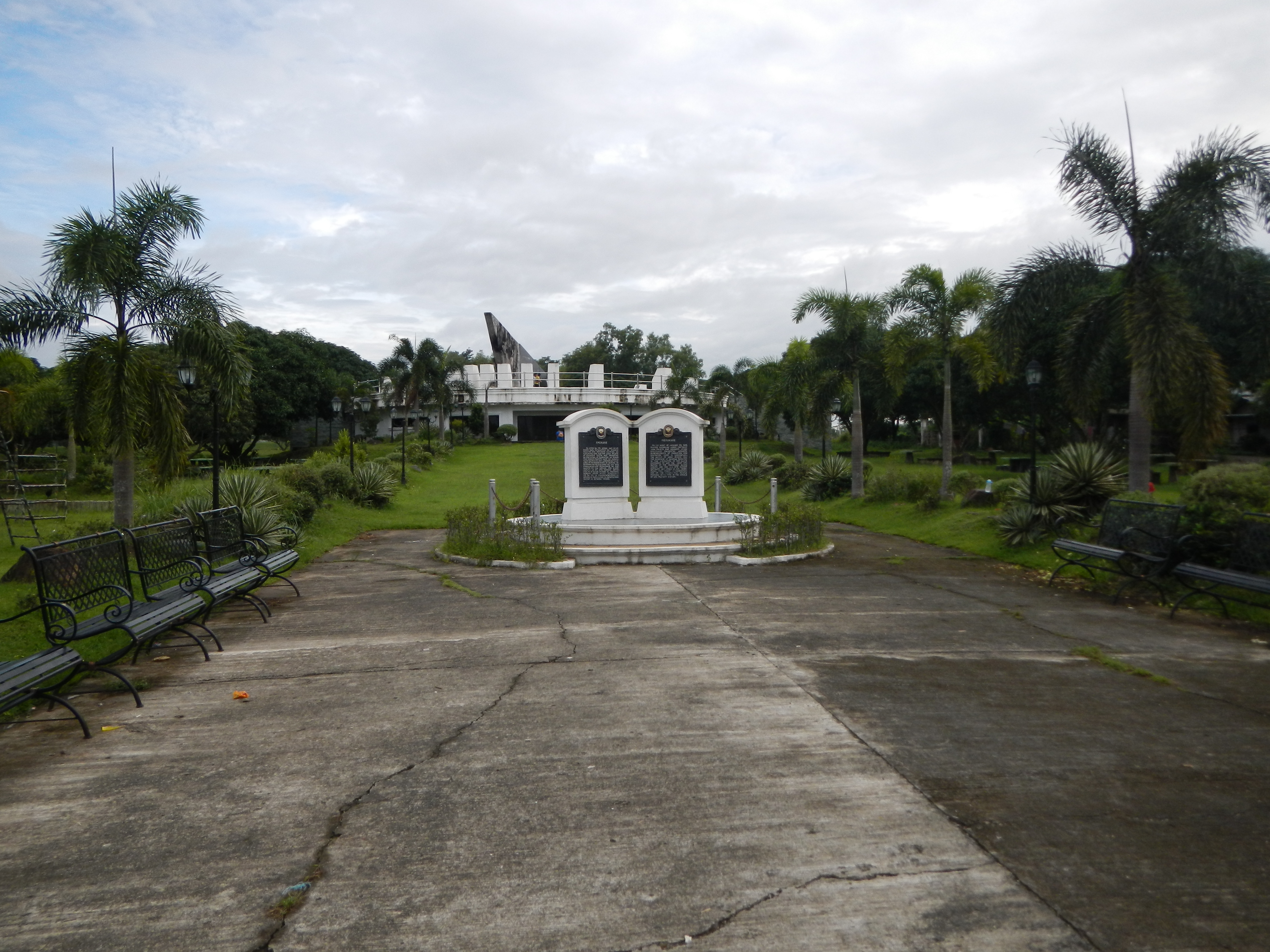
Wnętrze parku
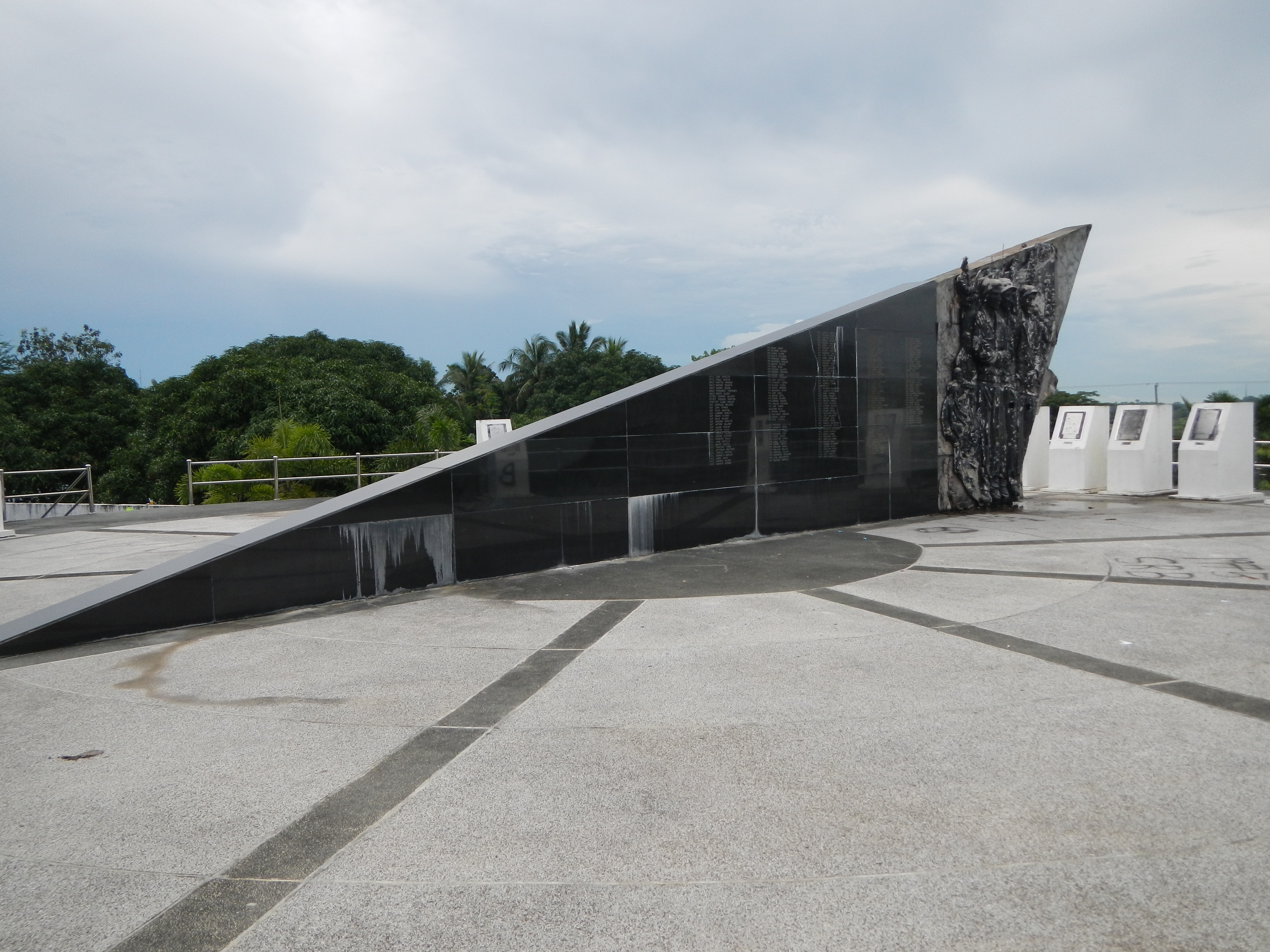
Pomnik upamiętniający wyzwolenie obozu (Hour of the Great Rescue) w formie zegara słonecznego
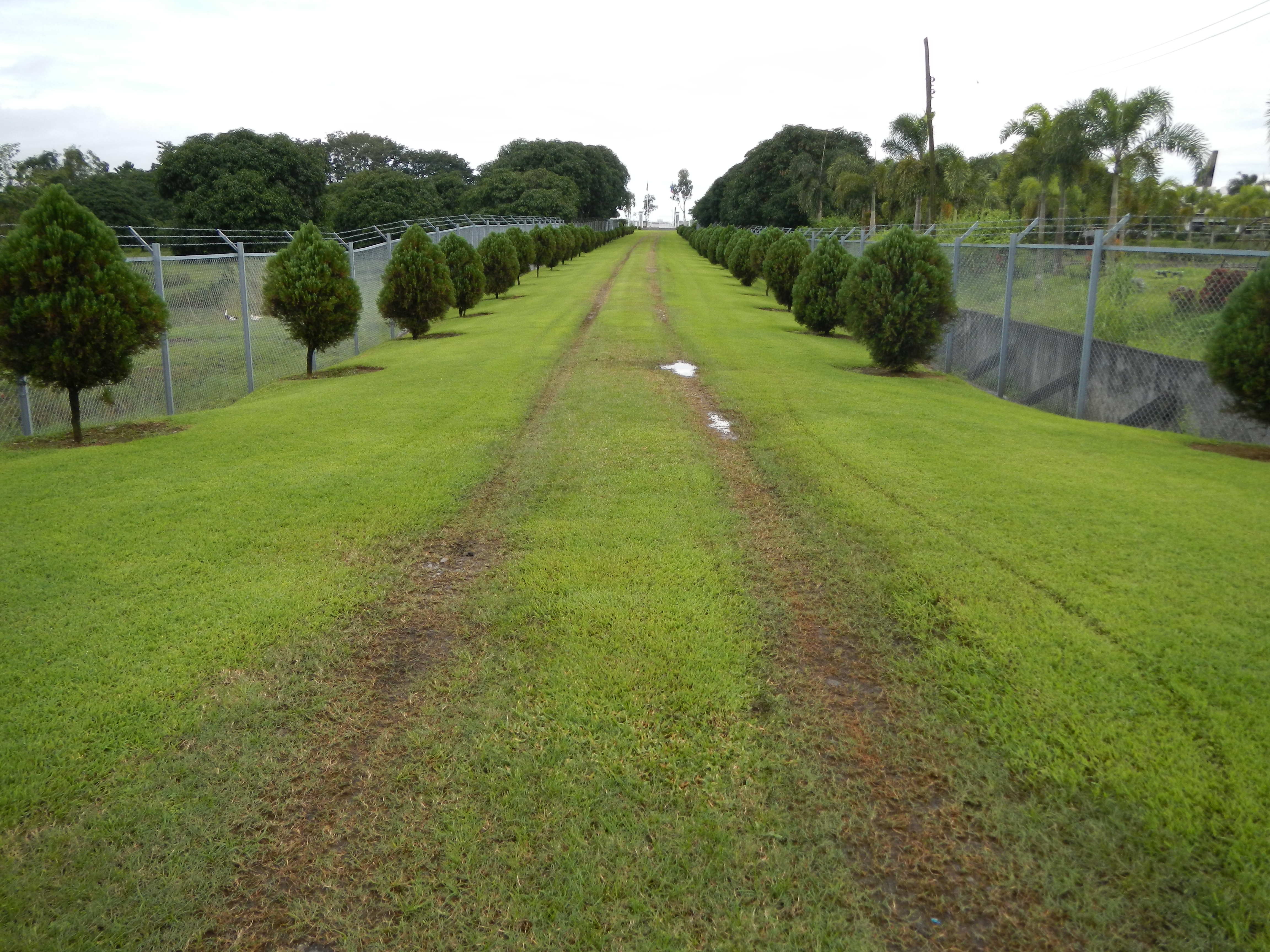
Wejście do miejsca pamięci z drzewami mangowymi po obu stronach
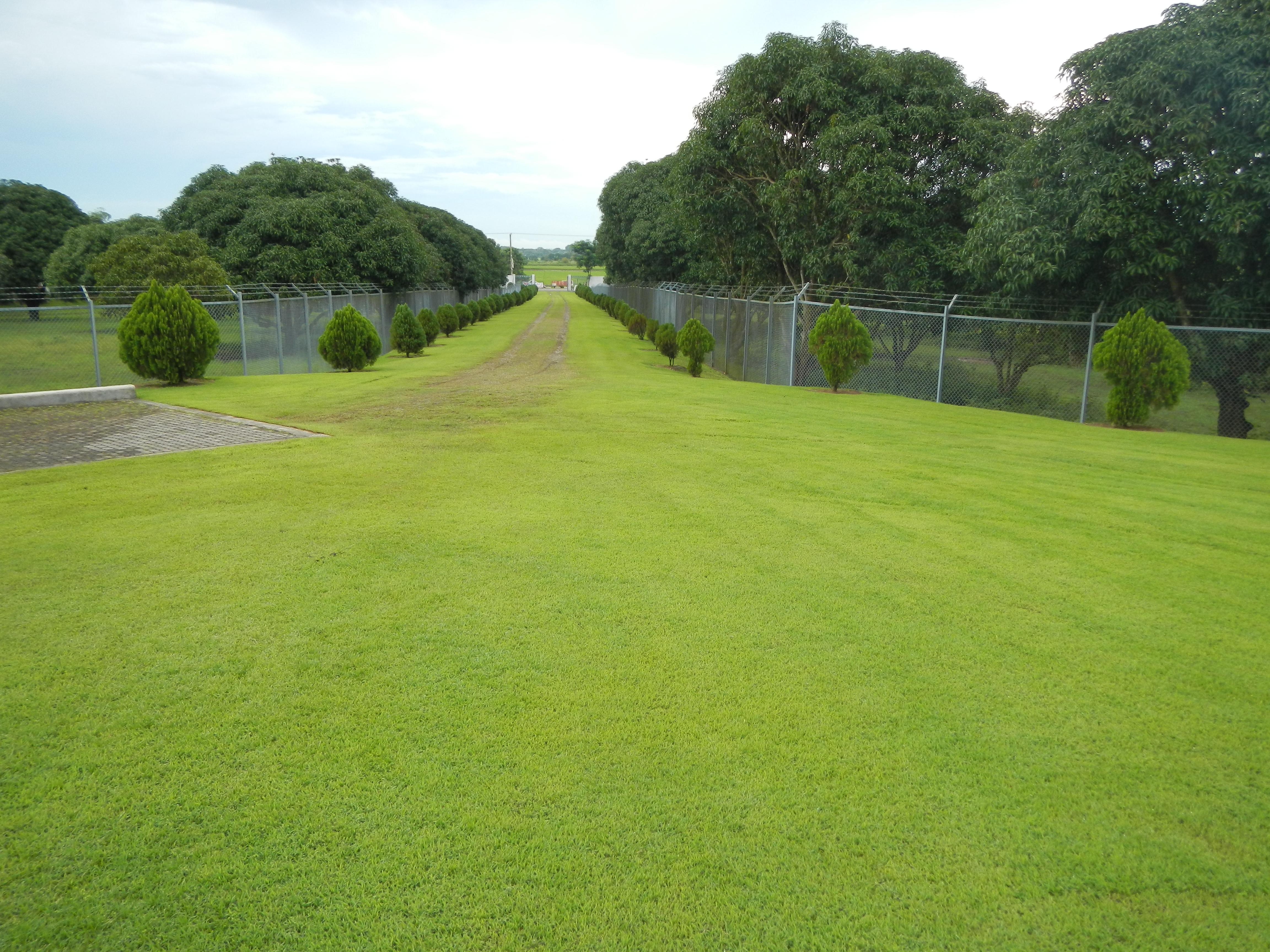
Kolejny widok na wejście do miejsca pamięci